# Aqueduc de Fontenay
Pour un article plus général, voir Aqueduc.
Pour les articles homonymes, voir Fontenay.
Vous lisez un « article de qualité » labellisé en 2015.
L’aqueduc de Fontenay, parfois appelé aqueduc du Cher, est un aqueduc, en grande partie souterrain, qui participait selon toute vraisemblance à l’approvisionnement en eau de la ville antique de Caesarodunum, devenue Tours, aux côtés de sources, de puits et d'un autre aqueduc intra muros. Il doit son nom le plus usuel au lieu-dit proche de Bléré où se situait son point de départ, à environ 25 km à l'est sud-est de Tours, à proximité d'une source principale ; la nappe phréatique dont elle est issue est toujours exploitée au XXIe siècle. Il recevait également, tout au long de son parcours, le tribut de plusieurs sources de moindre importance.
L'itinéraire de l'aqueduc empruntait la vallée du Cher le long de sa rive gauche, totalement ou partiellement encastré dans le coteau calcaire à l'exception de quelques ouvrages d'art requis pour le franchissement de vallons, presque en ligne droite entre Bléré et Saint-Avertin, commune limitrophe de Tours dont elle est séparée par le Cher. Si une grande partie de son parcours est attestée, son tracé n'a pas pu être reconnu au-delà de Saint-Avertin, dans un secteur profondément bouleversé par l'urbanisation, ce qui entretient encore le doute sur sa destination finale et même sur une interruption prématurée de son chantier.
Il fut construit sous le Haut-Empire, probablement au Ier siècle de notre ère, en même temps que les principaux monuments publics de Caesarodunum, sans qu'une date plus précise puisse être proposée. Il a fait l'objet d'un entretien et de réfections réguliers jusqu'à son abandon à une période qu'il n'est pas possible, en 2015, de définir, mais qui semble antérieure au Haut Moyen Âge. Il n'en subsiste que de rares vestiges facilement accessibles, comme à l'entrée du camping municipal de Véretz (portion de canal exposée après avoir été déplacée) ou en bordure d’une route (piles et canalisation). Bien souvent, l'aqueduc ne se révèle que par des anomalies de relief du terrain (talus allongé) peu suggestives. La fragilité du coteau qui le supporte a entraîné, par éboulement, la destruction d'une partie non négligeable de ses maçonneries. Un tronçon du canal voûté dégagé du remblai qui le recouvrait, situé sur un domaine privé de la commune d'Athée-sur-Cher, fait l'objet d'une protection en tant que monument historique classé.

## L'eau à Caesarodunum

### Importance de la ville
La ville antique de Tours, fondée au tournant de notre ère sous le nom de Caesarodunum, s'étend sur une superficie d'environ 70 hectares au sein desquels la densité de l'urbanisation, encore très mal connue en 2015, semble plus importante en bordure de Loire. Il semble donc impossible d’évaluer la population résidant à Caesarodunum sous le Haut-Empire. Archéologues et historiens proposent des densités de population, pour les villes de la Gaule romaine, allant de 150 à 225 habitants/ha ; cette fourchette, déjà large, suppose en outre que la superficie de la ville soit connue avec précision et que la densité de population y soit uniforme : ce n’est pas le cas à Tours. La plupart des villes d’importance moyenne de Gaule, Caesarodunum comprise, ne devaient pas dépasser 5 000 à 6 000 habitants. Cette valeur concorde avec la proposition de 6 000 habitants pour Tours, émise en 1948 par Jacques Boussard et reprise en 1979 par Henri Galinié et Bernard Randoin.

### Dispositifs d'alimentation
Les dispositifs d'alimentation en eau de Caesarodunum commencent seulement à être appréhendés. Au XIXe siècle, l'existence de l'aqueduc de Fontenay et son origine antique sont connues, mais l'hypothèse qu'il ait pu alimenter Tours est alors rejetée par certains historiens comme Jean-Louis Chalmel, faute d'en avoir retrouvé des vestiges dans sa partie terminale ; d'autres auteurs par contre, sont convaincus que l'aqueduc aboutissait bien à Tours. Cet aqueduc est alors parfois nommé Aqueduc de Beaune car Jacques de Beaune en aurait fait réparer certaines portions à la fin du XVe ou au début du XVIe siècle pour mettre en place un nouveau dispositif d'adduction d'eau dans la ville,. Plus tard, au début des années 1980, la présence de puits individuels exploitant une nappe peu profonde est mise en évidence, ainsi que l'équipement de rares domus avec des bassins récupérateurs d'eau (impluvium).
Enfin, en 2003, un chantier de fouilles fixe l'emplacement du trait de rive gauche de la Loire sous le Haut-Empire ; un aqueduc perpendiculaire à la Loire, se dirigeant vers le sud et le centre de la ville est découvert, alimenté par une noria puisant l'eau du fleuve. Ce dernier dispositif semble avoir eu une durée de vie relativement courte, de l'ordre de quelques décennies dans le courant du Ier siècle ; il a pu constituer une source d'eau non potable destinée aux activités artisanales de la ville. Par contre, rien n'est connu des réseaux de distribution de l'eau à l'intérieur de la ville à partir des aqueducs.

### Besoins en eau
Les dispositifs d'alimentation en eau de Tours devaient répondre aux besoins, dans l'ordre décroissant de priorité, des fontaines publiques, des établissements thermaux publics puis enfin des activités artisanales et de certaines des demeures privées. Cet ordre de priorité, apparemment très ancien et de portée générale dans l'Empire romain, fut repris par Agrippa puis cité par Frontin ; il est attesté par les vestiges archéologiques de Pompéi et de Nemausus (Nîmes),. À Tours, seuls deux établissements thermaux publics,, quelques domus équipées de balnéaires privés,, et de probables activités artisanales (boulangerie) sont attestés. Cette vision très parcellaire rend impossible une estimation des besoins en eau de la cité, la variabilité étant déjà très importante pour des villes beaucoup mieux connues que Caesarodunum : un habitant de la Rome antique avait à sa disposition environ 1 100 litres par jour, celui de Pompéi moitié moins. À titre de comparaison, les besoins en eau d’une ville moderne, toutes utilisations publiques et privées confondues, s’établissent environ à 400 litres par jour et par habitant.

## Architecture et tracé

### Techniques de construction

#### Canal

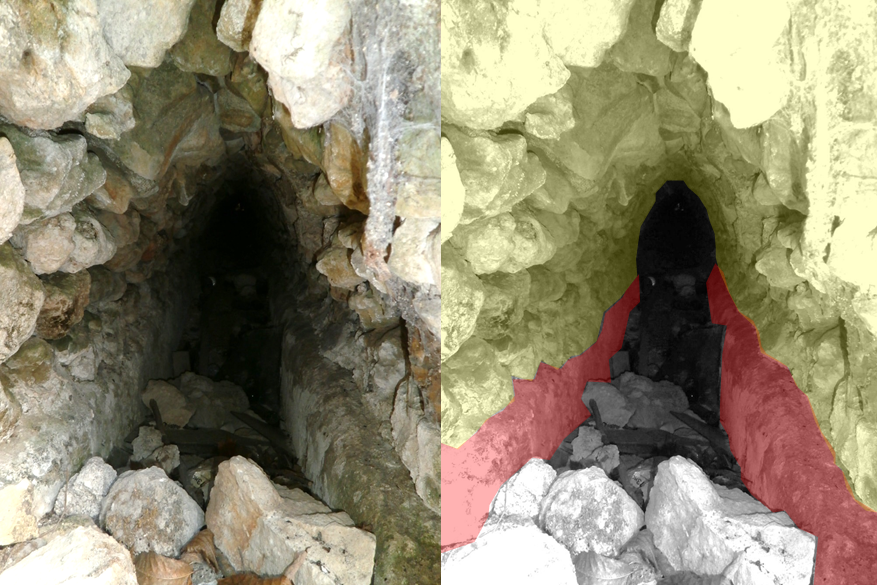
Figure 2 : vue en coupe du canal de l'aqueduc.
En rouge : piédroits en mortier.
En jaune : voûte en maçonnerie.
En gris : pierres de voûte éboulées.

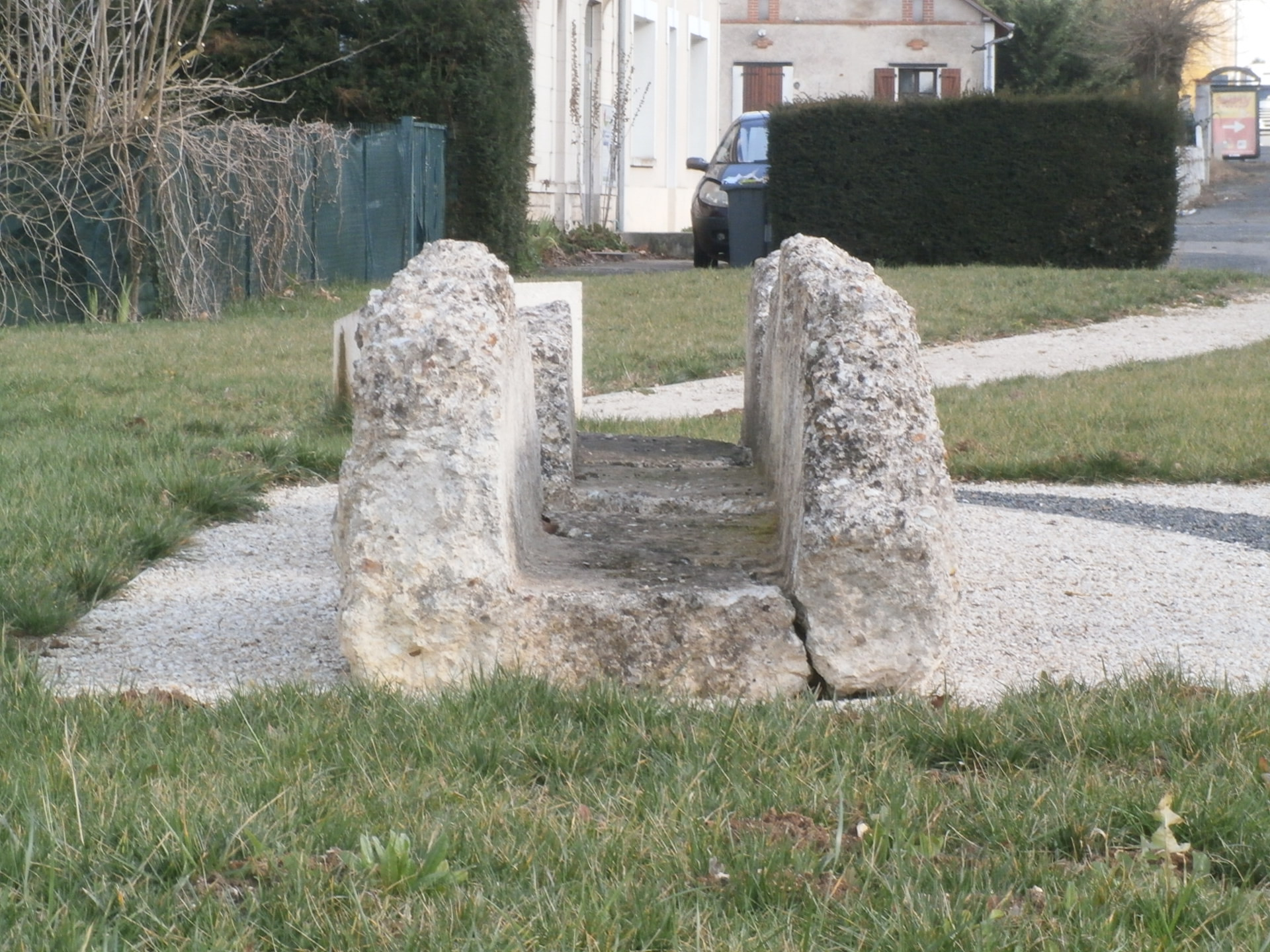
Figure 1 : vue en coupe du radier et des piédroits en mortier de sable et de graviers sur une portion de canal démontée et exposée.

L'aqueduc est le plus souvent enterré à flanc de coteau sur la rive gauche du Cher. Dans la pente, une tranchée est creusée après un aplanissement du sol sur une largeur correspondant à l'emprise de l'aqueduc (phases 1 et 2). Une couche d'argile mélangée à des graviers, destinée à égaliser le fond de la tranchée, est ensuite déposée au fond de la tranchée (phase 3). Le radier de mortier est ensuite façonné et égalisé dans le fond de la tranchée ; il supporte temporairement un coffrage de planches permettant de couler les piédroits (parois latérales) de l'aqueduc, également construits en mortier (phase 4). Probablement montée sur un voligeage longitudinal temporaire en forme de « V » renversé, une voûte de pierres calcaires ou siliceuses cimentées au mortier de chaux coiffe le canal ; ce même mortier est également appliqué en revêtement des faces intérieure et extérieure de la voûte (phase 5). La tranchée est ensuite comblée jusqu'à masquer entièrement ou partiellement la voûte de l'aqueduc (phase 6). Il n'est pas fait usage, au moment de la construction du canal, de mortier étanche sur la face interne du radier et des piédroits, le développement rapide de concrétions calcaires semblant en tenir lieu ; le mortier au tuileau imperméable (opus signinum) qui habille ses parois et son radier sur certaines sections a été appliqué lors d'une campagne de réfection. Le canal (ou specus) est large d'environ 0,50 m pour une hauteur de 0,60 m, la hauteur sous voûte s'établissant à 1,30 m ; il s'agit de dimensions moyennes mais peu variables tout au long du parcours de l'aqueduc.

Figure 3 : phases de construction de l'aqueduc de Fontenay. Coupes transversales schématisées.
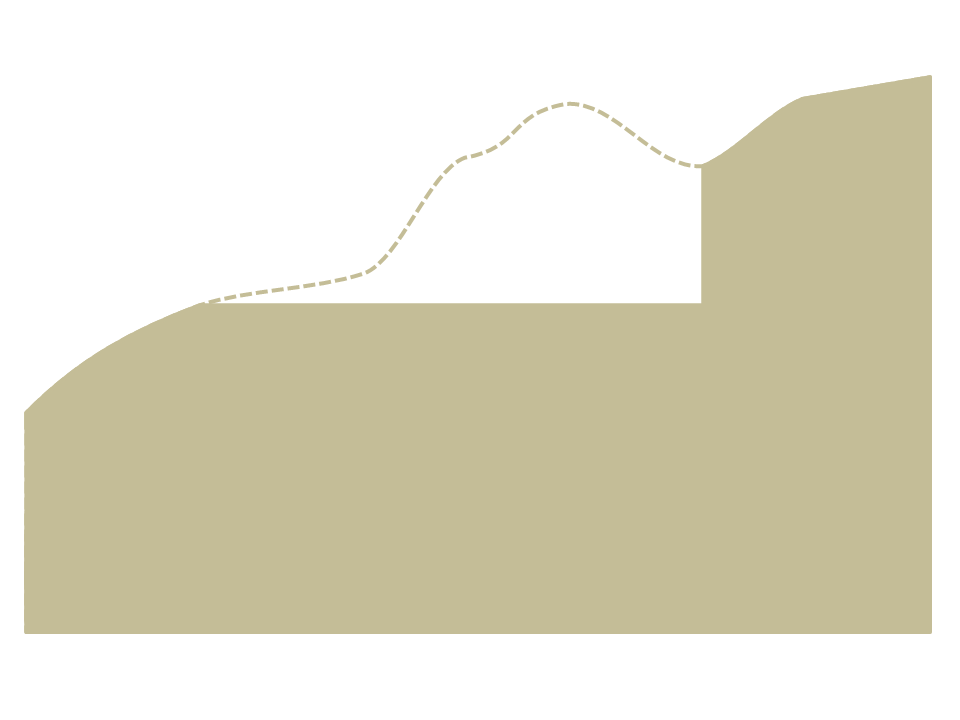
1 : aplanissement de l'emprise.
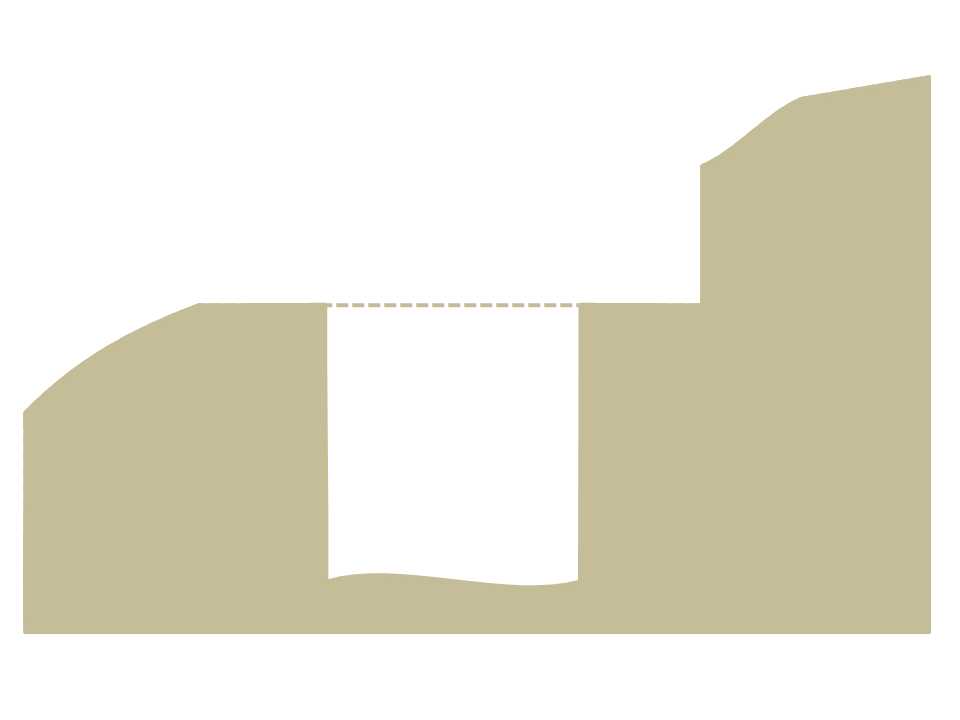
2 : creusement de la tranchée.
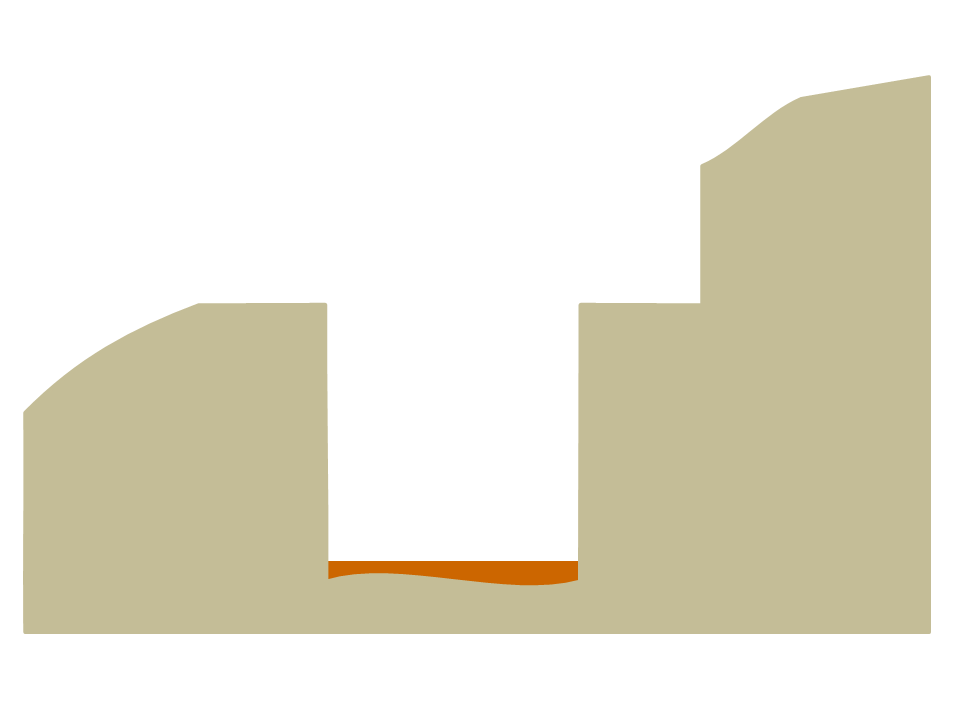
3 : ragréage du fond de la tranchée.
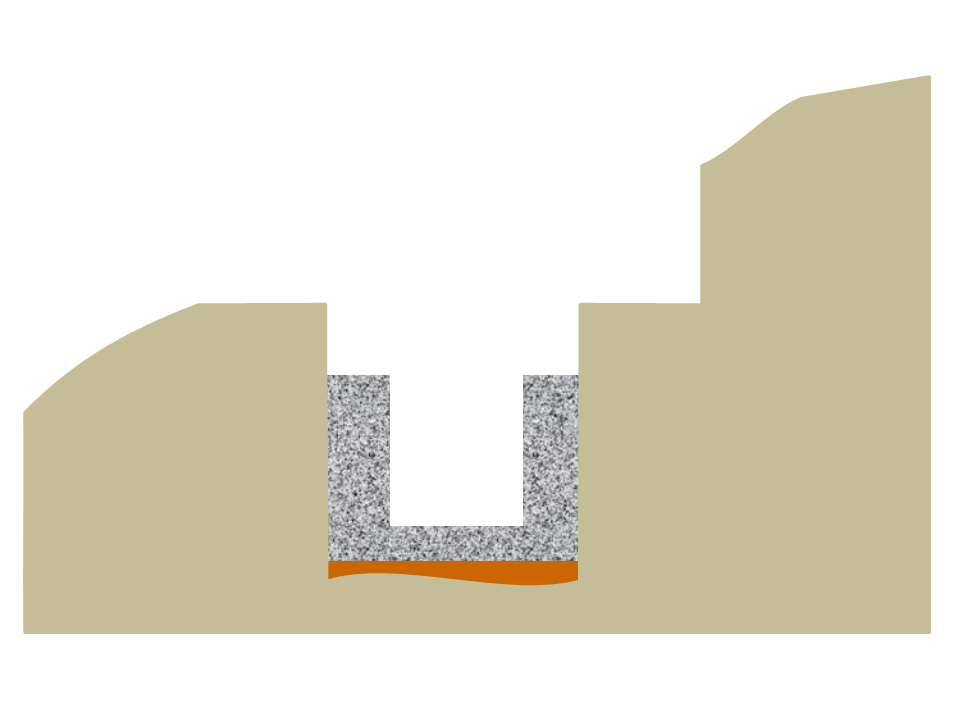
4 : coulage du radier et des piédroits.
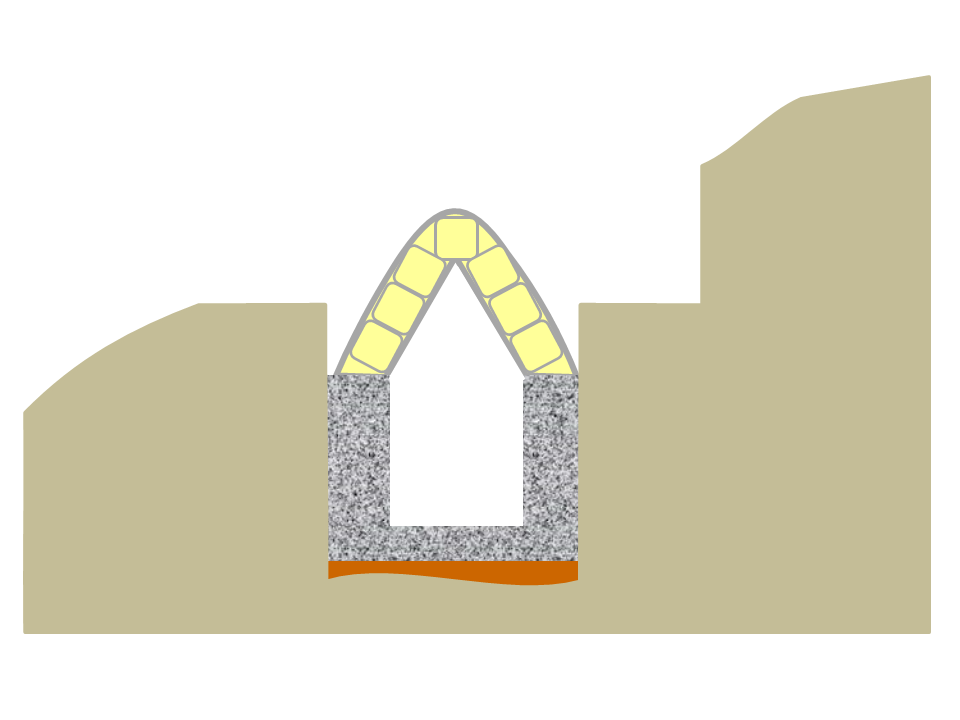
5 : maçonnage et revêtement de la voûte.
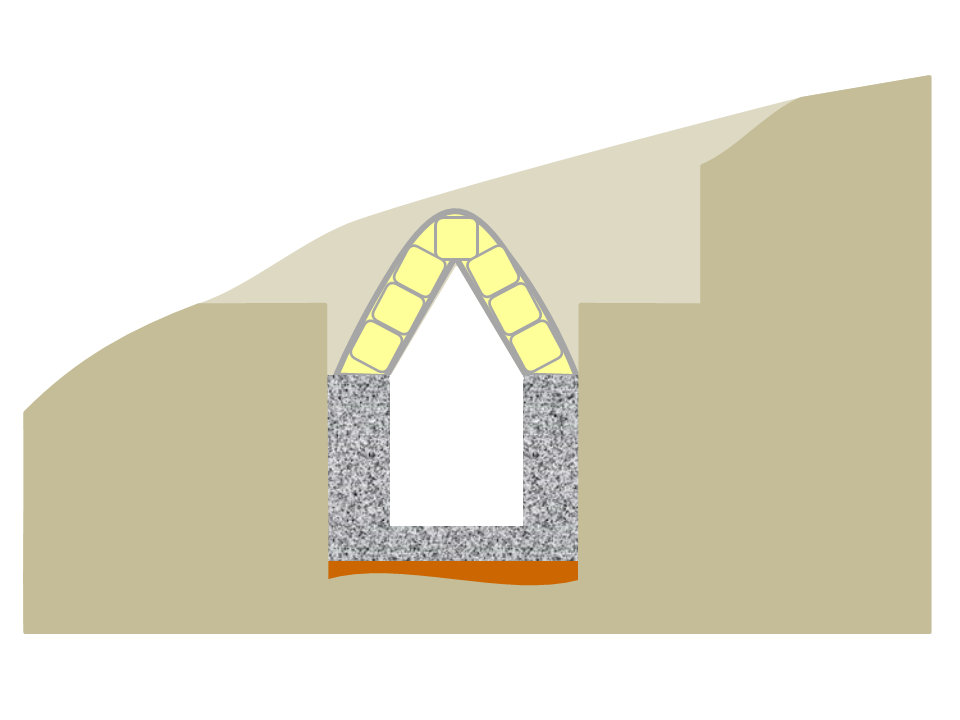
6 : comblement de la tranchée.

#### Ouvrages d'art
Localement, et dans 18 sites recensés sur son parcours, l'aqueduc est aérien et sa canalisation est portée sur plusieurs dizaines de mètres par un mur continu ou par des arches prenant appui sur des piles (pont-aqueduc). C'est ainsi que six ponts-aqueducs sont attestés, d'une longueur de 110 m pour le plus important. Un mur porteur a été identifié, long de 60 mètres. Dans les onze derniers cas, le recours à un ouvrage de franchissement est rendu obligatoire par la topographie locale, mais sa nature ne peut être précisée, faute de vestiges ; le plus long de ces ouvrages concerne la traversée de la vallée du Cher, sur au moins 1 000 mètres. L'état de conservation des vestiges ne permet pas de décrire le canal que supportaient les ponts ou les murs, peut-être construit sur le même modèle que le canal enterré pour ce qui est de son radier et de ses piédroits, une série de dalles en pierre ou de tuiles remplaçant toutefois la voûte maçonnée selon un dispositif couramment adopté. De nombreux éboulements de sédiments le long des flancs des vallons ont certainement enseveli beaucoup de vestiges des ponts.
La construction des ponts-aqueducs fait appel, dans un premier temps, à un parement en petit appareil régulier sans arases de briques (opus vittatum) qui renferme un noyau de blocage en pierres noyées dans du mortier (opus caementicium). À certains endroits, une couche de mortier recouvre l'ensemble, mais les maçons ont pris soin de dessiner à sa surface des motifs simulant une maçonnerie en appareil. Dans un second temps, peut-être second ou au troisième siècle, et sur quelques points, l'intrados des voûtes est renforcé par le placage d'une seconde voûte surbaissée dans la maçonnerie de laquelle entrent alors en jeu des éléments de terre cuite. À la même époque, certaines piles sont équipées de contreforts ; d'autres sont intégralement reconstruites, peut-être à la suite de l'effondrement d'un premier pont sapé par des fuites d'eau de l'aqueduc.
Les vestiges de trois piles (photos des piles 1 à 3 de la figure 4) subsistent dans le vallon de Chandon (Athée-sur-Cher). La mesure de la distance séparant ces piles a permis à Cyril Driard de calculer la portée des arches du pont-aqueduc qui traversait ce vallon sur une longueur d'environ 60 mètres et d'en proposer une restitution (photo 4 de la figure 4). L'emplacement attesté d'une quatrième pile récemment disparue confirme ces calculs. La hauteur du pont a été évaluée en fonction de l'altitude des vestiges du canal en amont et en aval du vallon.

Figure 4 : le pont-aqueduc de Chandon. Vestiges et proposition de restitution.
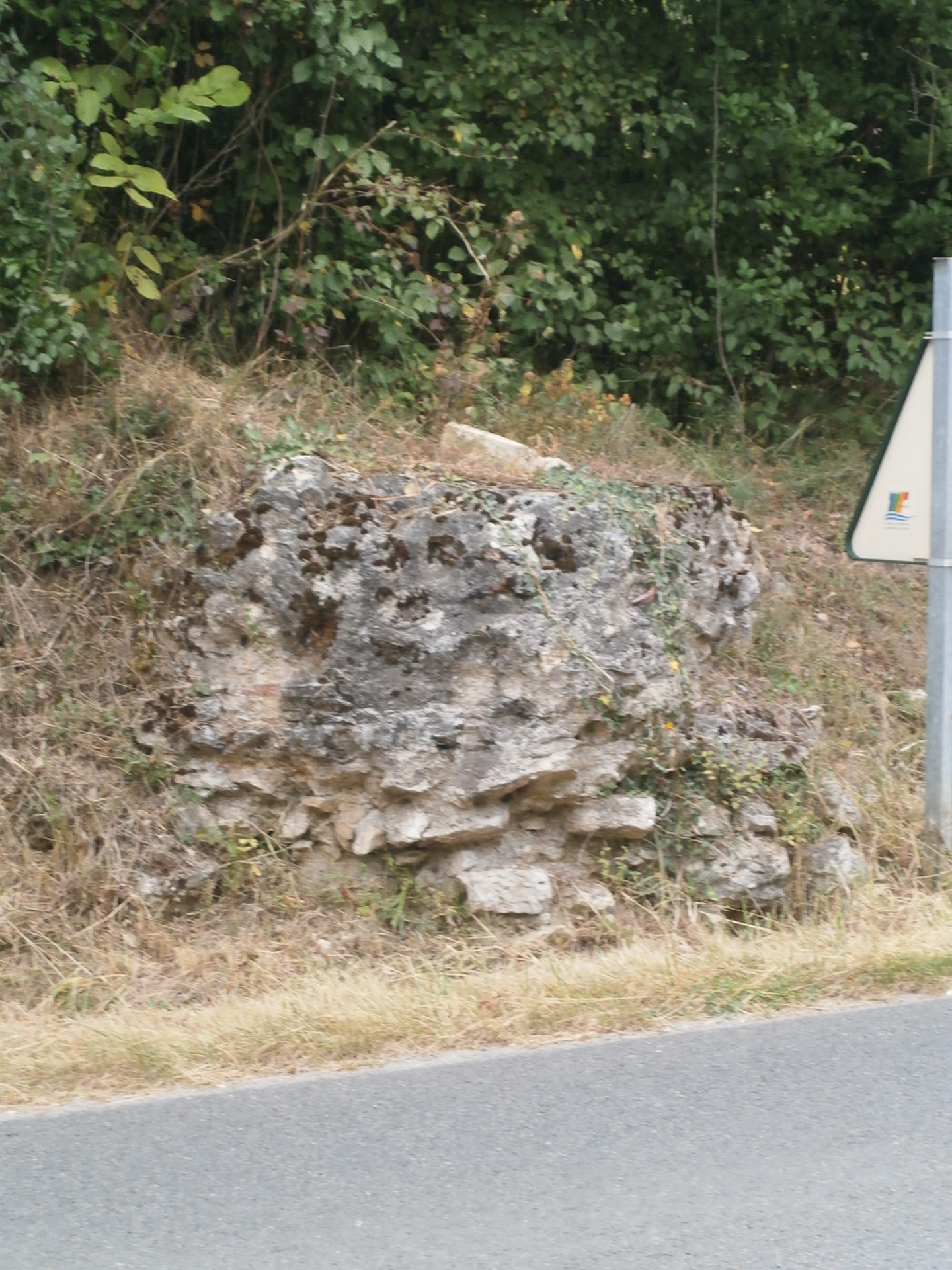
Vestige de la pile 1.
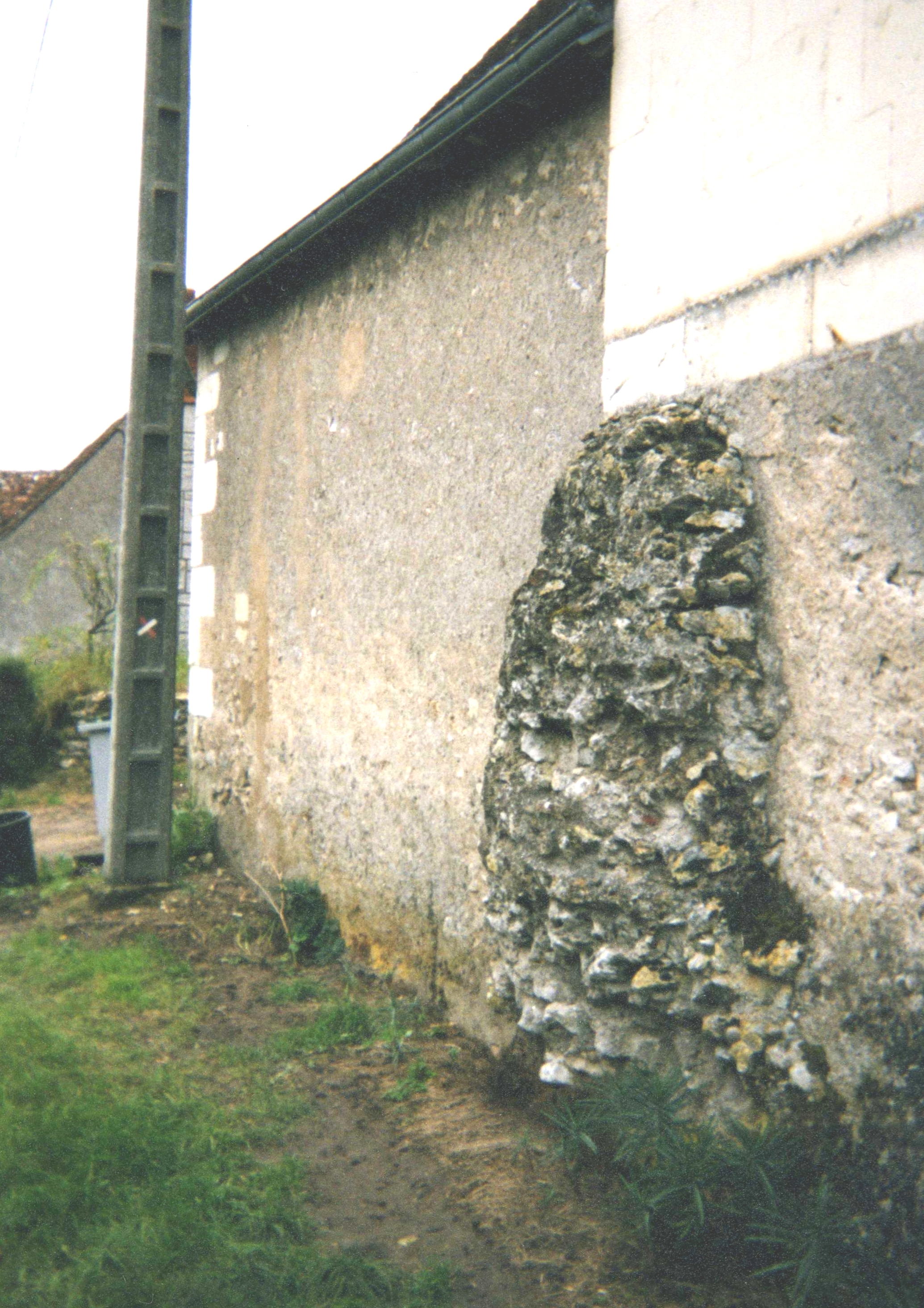
Vestige de la pile 2.
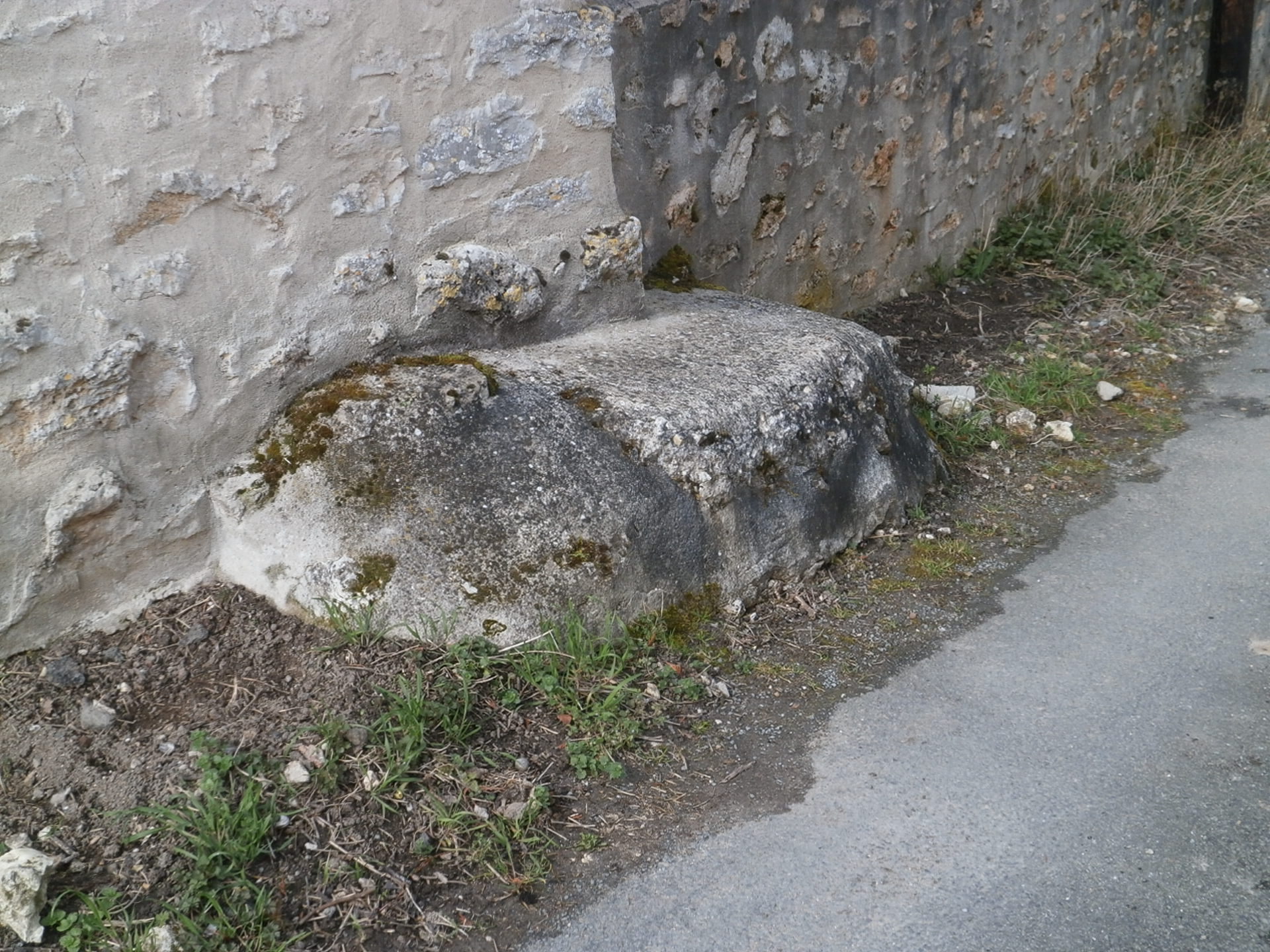
Vestige de la pile 3.
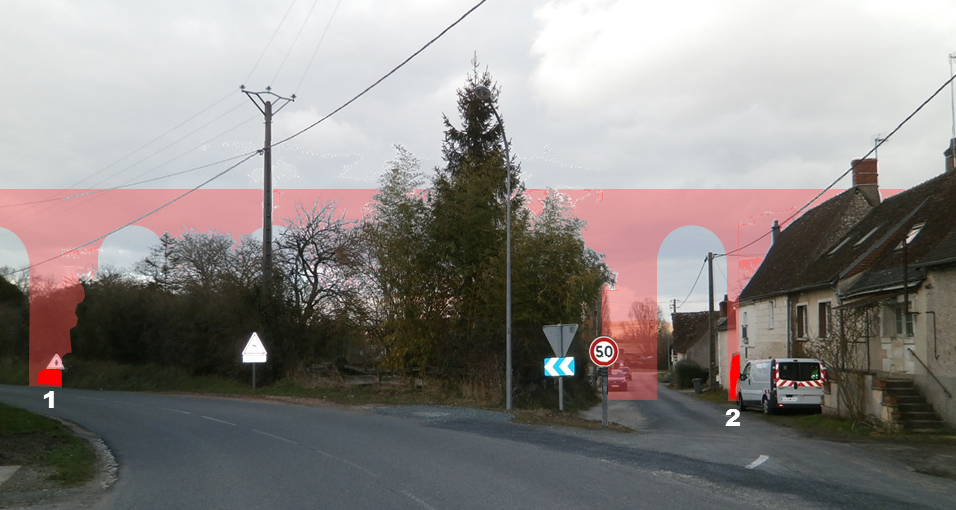
Proposition de restitution du pont-aqueduc. Vue vers le nord[Note 2].

#### Matériaux de construction et durée du chantier
Tous les matériaux utilisés pour la construction de l'aqueduc pouvaient être trouvés ou élaborés sur place. Sable et gravier servant à la fabrication des mortiers étaient très probablement prélevés dans le lit du Cher. Les pierres calcaires et les silex de maçonnerie employés pour les ouvrages d'art et la voûte du canal étaient extraites du coteau, qui fournissait également le matériau de base à la fabrication de la chaux, certainement élaborée dans de petits fours à proximité du chantier en cours. La quantité de matériaux nécessaire à la seule construction du canal sur la longueur reconnue de l'aqueduc est estimée à 20 000 m3 de mortier et 12 500 m3 de pierres ; une estimation similaire ne peut être proposée pour les ouvrages d'art en raison du caractère trop fragmentaire de leurs vestiges. La durée du chantier, impossible à préciser en l'absence de données sur le nombre d'ouvriers qui ont pu y participer, n'a pas dû être inférieure à un an.

#### Pente et débit de l'aqueduc
Sur l'ensemble de son tracé reconnu, l'aqueduc présente une pente moyenne de 1,17 m/km, variant de 0,50 à 4,40 m/km ; le dénivelé total atteint donc environ 25 mètres sur ce parcours. Ces valeurs n’ont rien d’exceptionnel : certaines parties de l’aqueduc de Nîmes ne présentent qu’une pente de 6,59 cm/km alors que la pente de l’aqueduc de l'Yzeron atteint localement 16,8 m/km. L'estimation de la pente, faite en 2003, diffère des données obtenues par les études antérieures, qui ne fournissaient d'ailleurs de valeurs que pour des tronçons de l'aqueduc. Le débit estimé de l'aqueduc varie entre 2 300 et 5 400 m3/jour, soit 27 l/s à 62 l/s, en deçà des besoins quotidiens de Caesarodunum ; l'estimation de ce débit est faite en application de la formule de Bazin, en prenant en compte la pente moyenne du canal de l'aqueduc, sa section et les traces laissées sur ses parois (soit en relief par accumulation de dépôts, soit en creux par érosion de l'eau au niveau des rares courbes) qui permettent d'apprécier le niveau de l'eau dans le canal.

### Tracé
Le tracé de l'aqueduc a été reconnu sur six communes de la rive gauche du Cher, successivement et d'est en ouest, suivant la pente de l'aqueduc : Bléré, Athée-sur-Cher, Azay-sur-Cher, Véretz, Larçay et Saint-Avertin (voir la carte de la figure 5). Les sites où il a été identifié depuis le milieu du XIXe siècle, même si certains ont fait l'objet de travaux aboutissant à la destruction des vestiges ou si des éboulements naturels du coteau les ont emportés, sont suffisamment nombreux et géographiquement proches pour qu'une grande partie du tracé de l'aqueduc soit établi avec une assez grande précision. Certaines traditions orales, comme celle voulant que la tour d'un château ait été construite à l'emplacement d'une pile de l'aqueduc, n'ont pu être vérifiées.

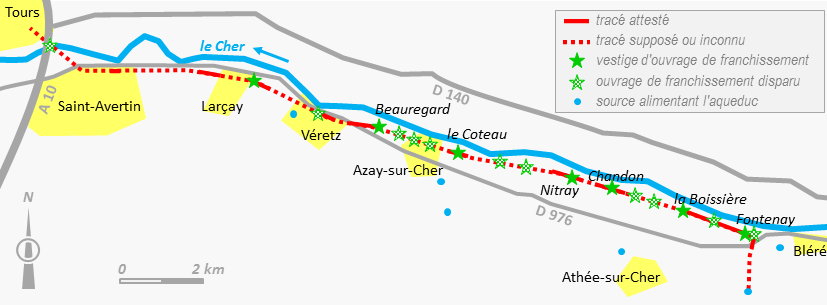
Figure 5 : tracé schématisé de l'aqueduc de Fontenay reporté sur un plan moderne.

Sur la distance qui sépare Bléré de Saint-Avertin le cours du Cher est sensiblement rectiligne ; le coteau de sa rive gauche ne présente pas non plus de grandes sinuosités. L'aqueduc observe donc un tracé assez proche de la ligne droite, sans grandes irrégularités, sauf lorsque, pour franchir un vallon qui ne lui était pas rigoureusement perpendiculaire, son tracé s'est infléchi pour permettre de minimiser les travaux de maçonnerie. Font également exception la partie amont de l'aqueduc, au niveau de la zone de ses captages les plus importants ainsi que, probablement, sa partie aval dans la traversée non encore reconnue de la vallée du Cher. Cette technique de construction, à flanc de coteau, permet également de faire respecter plus facilement l'interdiction de toute construction ou plantation sur une largeur de cinq à quinze pieds (1,50 à 4,50 m) de part et d'autre de l'aqueduc, pour éviter de l'endommager, en application de la loi Quinctia, de l'an 9 av. J.-C., citée par Frontin dans son ouvrage Des aqueducs de la ville de Rome.

#### Sources captées
Au niveau du lieu-dit les Grandes Fontaines à Bléré se trouve une source issue de la nappe phréatique du calcaire lacustre déjà mentionnée. À l'époque antique, une série de galeries drainantes collectaient les eaux de cette nappe et les acheminaient vers un bassin maçonné, servant probablement à la décantation, point d'alimentation le plus oriental de l'aqueduc ; au XXIe siècle, un forage pratiqué à proximité de la source exploite la même nappe pour l'alimentation en eau de Bléré et de communes proches et les travaux liés à ce forage ont détruit le bassin. Les mesures faites au XXIe siècle sur cette source, et pour autant que ses caractéristiques n'aient pas varié depuis 2 000 ans, montrent que son débit est largement supérieur aux besoins (les prélèvements ne constituent que 20 % de la réserve annuelle renouvelable), et sa qualité minéralogique très satisfaisante, deux critères qui ne semblent pas se rencontrer conjointement pour d'autres sources qui auraient pu alimenter la ville. Le canal de l'aqueduc suit la pente d'un vallon vers le nord jusqu'au bord du Cher. Une autre source, située plus au nord-est, la  Fontaine-Saint-Martin, participe également à l'alimentation de l'aqueduc, et rejoint la première non loin de Fontenay après un parcours vers le nord puis vers l'ouest. Le toponyme Fontenay dérive d'ailleurs du latin fons (source, fontaine), avec l'ajout du suffixe -etum (qui a donné la terminaison moderne ay) introduisant un sens collectif ; Fontenay signifie les sources.
À Athée-sur-Cher, plusieurs petites sources réunies en un ruisseau se jettent désormais dans le Cher près de la Boulaye. Elles étaient, à l'époque antique, probablement conduites vers l'aqueduc même si les conduits qui les canalisaient n'ont pu être retrouvés.
Sur la commune d'Azay-sur-Cher, le ruisseau de la Gitonnière  ainsi que la fontaine Saint-Aoustrille, située à l'entrée du bourg, peut-être réunis dans un seul conduit, participaient également à l'alimentation de l'aqueduc.
À l'ouest du centre-bourg de Véretz, une nappe phréatique alimentée par les eaux de percolation de la forêt de Larçay, sur le coteau surplombant Véretz, et dont les émissaires sont captés concourait certainement à l'alimentation de l'aqueduc.

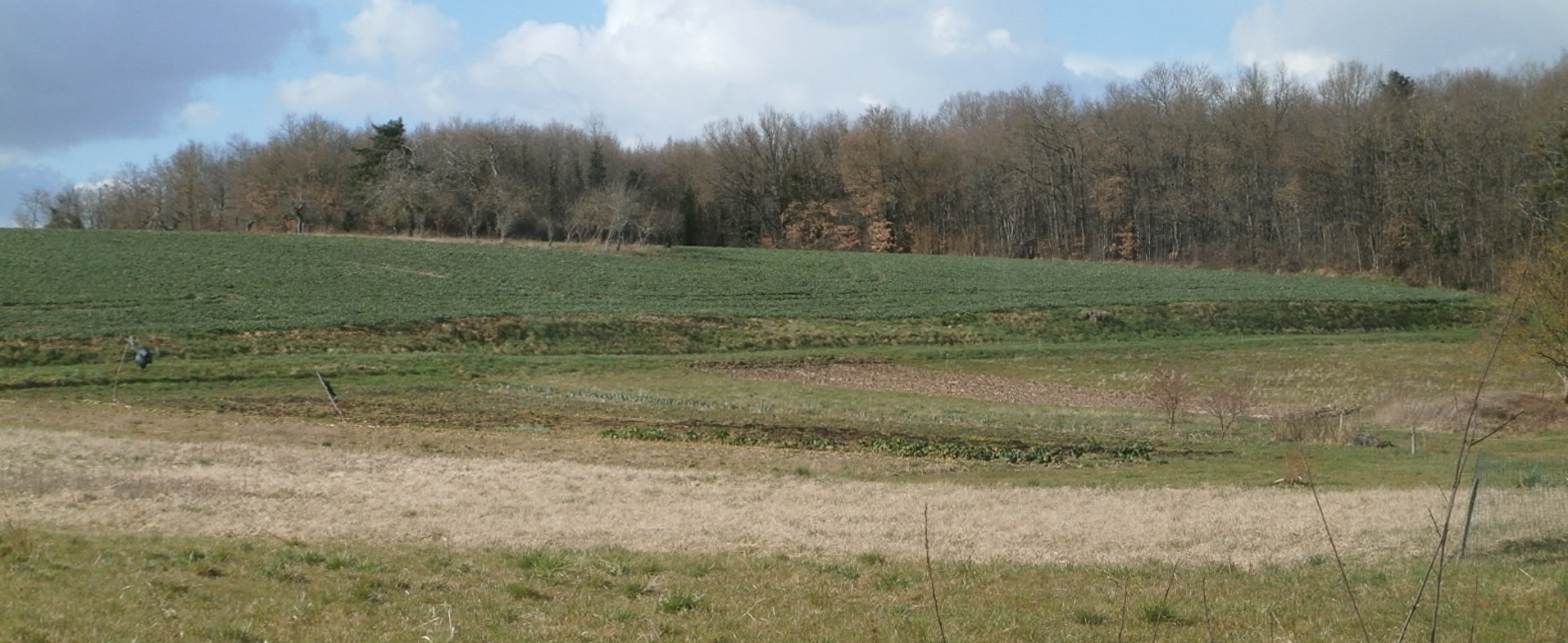
Figure 6 : l'aqueduc de Fontenay près de la source principale.
Sa présence est révélée par une anomalie linéaire de relief.

#### L'aqueduc au bord du Cher
Sur la commune de Bléré, à partir du bassin maçonné collectant les eaux des sources des Grandes Fontaines, l'aqueduc descend le vallon de Fontenay le long de son versant ouest en direction du Cher ; c'est là que des travaux d'adduction d'eau en 1968, puis une opération de curage d'un étang en 1981 ont permis d'identifier une partie de son tracé. Au bas du vallon, le canal de l'aqueduc amorce un virage de très faible rayon vers l'ouest en direction de Tours ; c'est à ce niveau, à l'est du château de Fontenay qu'il reçoit le tribut de la source des Fontaines Saint-Martin. Après avoir franchi le vallon de Fontenay sur un pont dans le parc du château, il est ensuite creusé dans le coteau crayeux de la rive gauche du Cher.
Dans la traversée du territoire d'Athée-sur-Cher, l'aqueduc est soit enterré, soit aérien lorsqu'il franchit les vallons de ruisseaux se jetant dans le Cher après avoir entaillé le coteau. L'aqueduc a été identifié à la Boulaye mais il a été détruit, ainsi qu'à la Boissière et à Chandon où des vestiges subsistent. Il est ensuite observé à Nitray mais, à l'ouest de ce lieu-dit, sa trace se perd sur une longueur de 600 mètres.

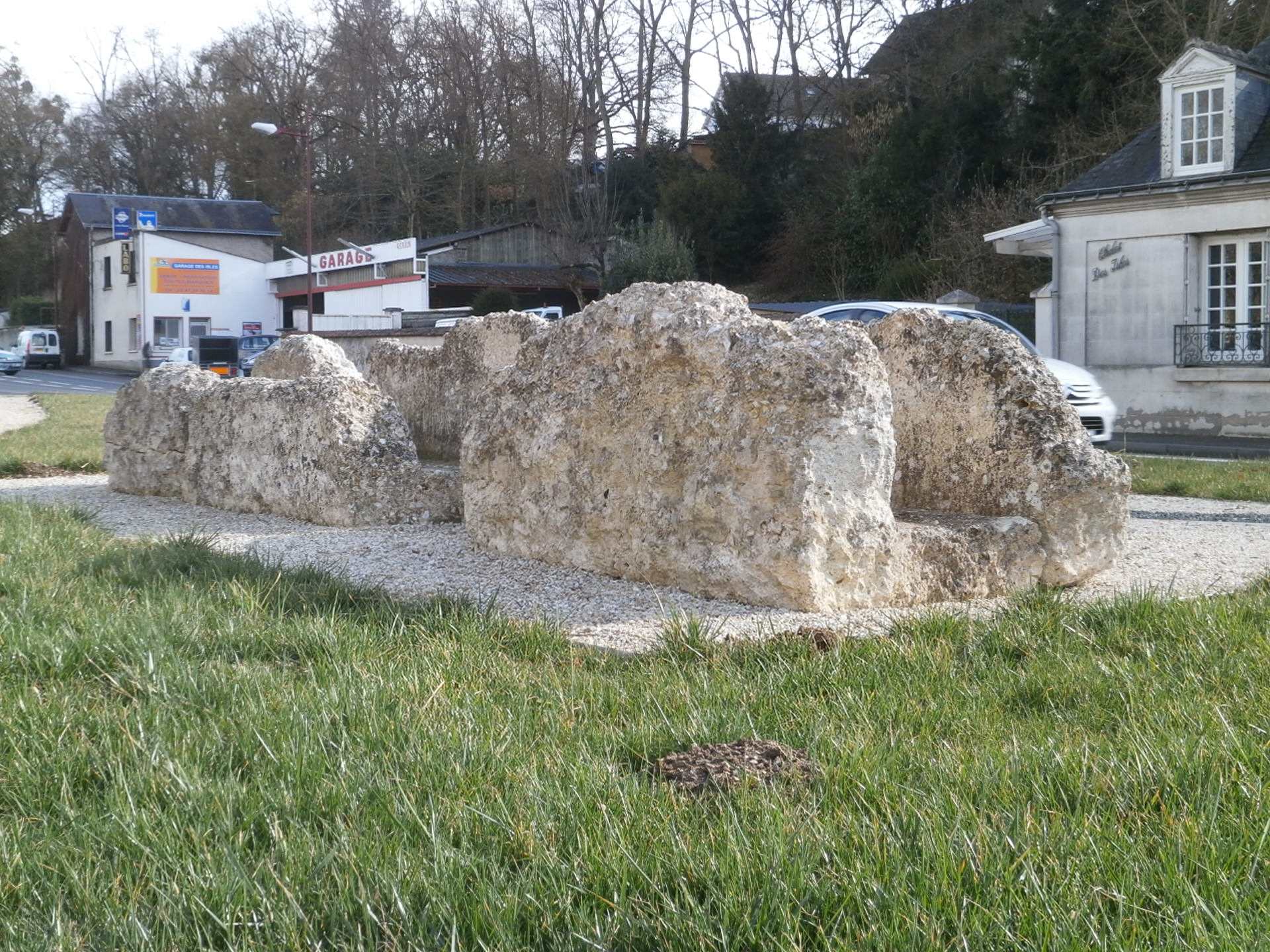
Figure 7 : vestiges de l'aqueduc exposés à Véretz.
C'est la construction du garage automobile visible à l'arrière-plan qui a occasionné le démontage des vestiges, déplacés de quelques mètres.

L'aqueduc de Fontenay est identifié sur plusieurs points du territoire d'Azay-sur-Cher : dans les parcs des châteaux de Leugny et du Coteau, où les vestiges aériens les plus imposants subsistent, et le long du coteau même si des segments en ont été détruits lors du creusement de caves, ainsi que près du lavoir communal.
L'emplacement de l'aqueduc se devine par un renflement linéaire du sol dans le parc de Beauregard à l'est de Véretz, parfois souligné par une ligne de végétation broussailleuse tranchant avec les champs environnants ; l'aqueduc semble alors avoir joué le rôle d'une digue perpendiculaire à la pente, retenant les sédiments qui se sont accumulés contre lui. On retrouvait ensuite cet aqueduc peu avant sa traversée de la D976 mais des travaux de construction ont occasionné le démontage de ses vestiges. L'édification des maisons du bourg de Véretz s'est accompagnée de la destruction d'une partie des éléments de l'aqueduc, utilisé comme carrière de pierres, mais le canal reste visible en plusieurs endroits, ses maçonneries mises à nu par des éboulements de coteau. À la sortie ouest du bourg, les maçonneries de l'aqueduc ont été utilisées comme linteau ou comme marche pour des portes d'accès à des caves au fond d'une friche industrielle.
Sur la commune de Larçay, l'aqueduc est toujours en partie encastré dans le coteau. La coupe de son canal a été vue à deux emplacements différents, à l'est (au fond d'un parking où il se trouve sensiblement à environ 1 m au-dessus du sol moderne) et à l'ouest du bourg au débouché du vallon du Placier où il était visible, au début des années 1960, sur une longueur de 50 mètres. À l'ouest de ce point, le tracé de l'aqueduc est inconnu jusqu'à Saint-Avertin.
C'est à Saint-Avertin au lieu-dit de l'Écorcheveau que se trouvent les traces signalées de l'aqueduc situées le plus en aval de son parcours ; l'aqueduc a vraisemblablement été coupé lors de la sape du coteau nécessaire pour construire la N76 (actuelle D976) à la fin du XVIIIe siècle. En ce point précis, l'aqueduc était toujours orienté est-ouest et son tracé ne marquait aucun infléchissement vers le nord-ouest et Tours à travers la plaine du Cher.

#### La traversée du Cher: une inconnue

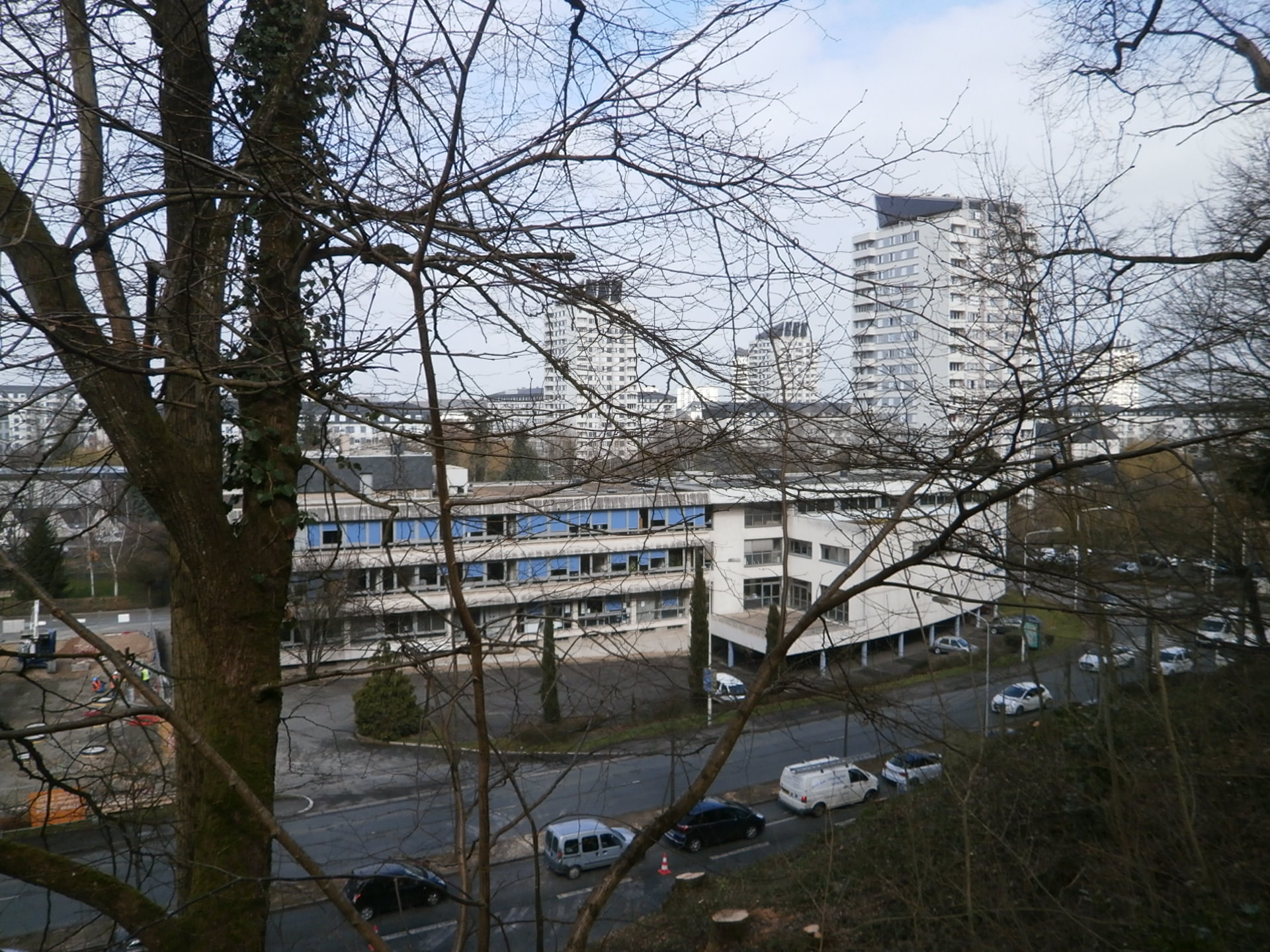
Figure 8 : le quartier des Fontaines à Tours (vue partielle) ; l'aqueduc traversait probablement cette plaine alluviale, désormais urbanisée.

Au-delà de l'Écorcheveau à Saint-Avertin, l'itinéraire de l'aqueduc n'est pas déterminé et sa destination finale n'est donc pas formellement établie. À ce stade des connaissances archéologiques, trois hypothèses sont possibles :
1. le tracé de l'aqueduc se poursuivait au-delà de Saint-Avertin, dans la vallée du Cher, sur sa rive gauche, vers une destination inconnue. Cette première hypothèse paraît peu probable, aucune agglomération antique n'ayant été découverte en aval qui justifierait un dispositif d'adduction d'eau de cette ampleur ;
2. le point final de l'aqueduc était bien Saint-Avertin, auquel cas l'aqueduc desservait les nombreuses villas antiques présentes sur son parcours dans la vallée du Cher. Cette deuxième hypothèse est elle aussi considérée comme peu plausible : l'aqueduc ayant été identifié sur une grande partie de son parcours, il faudrait admettre que toutes les dérivations servant à alimenter les villas qui sont bien localisées[20], aient disparu ou aient été méconnues ; en outre, sa pente semble bien avoir été calculée pour aboutir à Tours[Drd 16] ;
3. l'aqueduc de Fontenay était bien destiné à l'alimentation de Caesarodunum, mais aucun vestige de la partie finale de son parcours n'a été mis au jour. Cette troisième hypothèse remporte les suffrages de la grande majorité des archéologues et des historiens. L'aqueduc amorçait donc, en un lieu indéterminé, un virage vers le nord-ouest et traversait obligatoirement la plaine du Cher au moyen d'un dispositif de franchissement qui n'est pas, au début du XXIe siècle, identifié[Tam 8]. Les importants travaux de dérivation du Petit Cher et d'urbanisation au sud de Tours dans les années 1960 ont peut-être effacé une partie d'éventuelles traces[Note 6] ; les archéologues ont pourtant surveillé les travaux mais n'ont pas décelé de vestiges de siphon ou de pont. Quelques auteurs ont émis l'hypothèse que l'aqueduc, avant ces bouleversements, longeait la voie antique venant de Loches vers Tours[21],[22] et dont certains ponts, permettant le franchissement du Cher à Saint-Avertin, ont été identifiés[Dico 5]. En l'absence totale de vestiges de l'aqueduc sur cette portion éventuelle de son parcours, cette hypothèse n'est pas attestée.

Pour permettre à l'aqueduc de franchir le lit majeur et inondable du Cher, trois ouvrages de franchissement sont envisageables : une canalisation sur une digue semble peu vraisemblable car la digue s'opposerait au courant de la rivière en cas de forte crue ; un pont-aqueduc aurait pu être construit, mais il s'agirait d'un édifice de grande ampleur ; un siphon sous-fluvial paraît plus plausible, mais cette hypothèse ne peut en rien être attestée,.
À l'intérieur même de Tours, aucun vestige pouvant être attribué avec certitude à cet aqueduc n'a été retrouvé.

## Chronologie de l'aqueduc
La frise de la figure 9 replace la chronologie présumée de l'aqueduc dans l'histoire des lieux qu'il traverse. L'important hiatus séparant le Ve du IXe siècle s'explique par la rareté des vestiges archéologiques attestés de cette époque comme par la faiblesse des sources écrites entre Grégoire de Tours et les premières chartes des grandes abbayes au IXe siècle.
Figure 9 : chronologie de l'aqueduc dans l'histoire de Tours et de la vallée du Cher.
■ Quelques dates de l'histoire de Tours et de la vallée du Cher ■ Chronologie de l'aqueduc
La vallée de la rive gauche du Cher, le long de laquelle se développe l'aqueduc, est riche en vestiges de l'époque antique : plusieurs enclos, ainsi que des villas ont été identifiés sur tout le parcours de Bléré de Saint-Avertin ; une voie antique (de Bourges à Tours) était établie dans la plaine alluviale sur l'une et/ou l'autre rive du Cher et trois possibles bornes milliaires ont été retrouvées. Un dernier élément peut expliquer l'importance des stations antiques dans cette région : le Cher était très vraisemblablement navigable, au moins entre Chabris - Gièvres (à 50 km en amont de Bléré) et Tours. À l'époque de la construction de l'aqueduc, aucune agglomération importante ne se trouvait sur ou à proximité de son tracé, Tours excepté, toutes les fondations étant postérieures, pour autant que les informations disponibles au début du XXIe siècle permettent d'en juger ; une mutatio (relais routier) existait peut-être toutefois au niveau de Larçay, en bordure de la voie antique.

### Construction

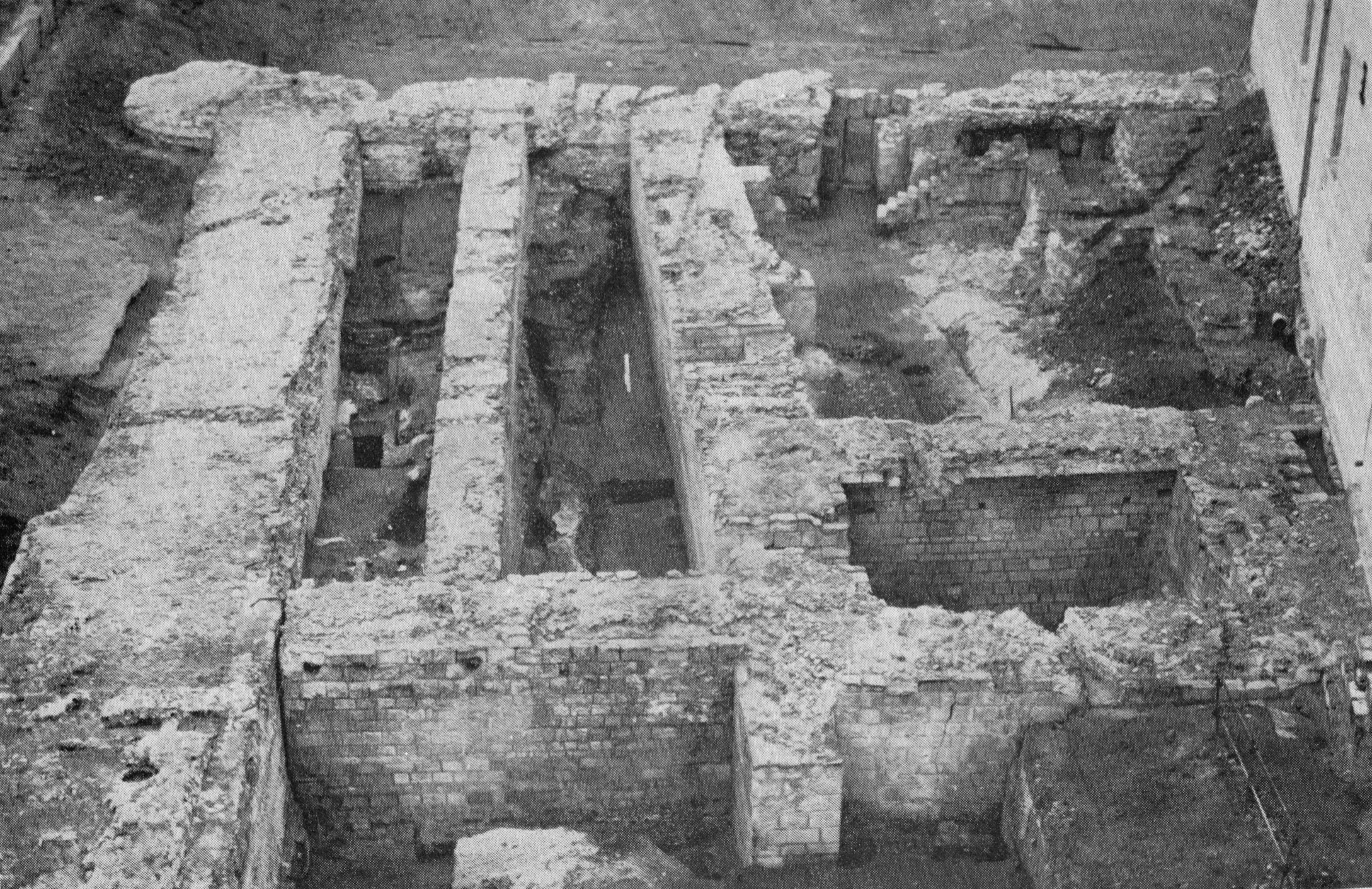
Figure 10 : les fouilles du château de Tours (1977) ;
les thermes de l'Est se distinguent au fond de la partie gauche de la fouille.

La construction de l'aqueduc n'est précisément datée dans aucun document. La plupart des auteurs admettent une construction pendant la période gallo-romaine, sans plus de précision : « L'aqueduc qui alimentait en eau, à l'époque gallo-romaine, l'agglomération de Caesarodunum (l'actuelle ville de Tours) partait de Fontenay, localité à l'ouest de Bléré. » ou « Après la conquête romaine, [...] un aqueduc fut construit pour y [Tours] amener l'eau captée à Fontenay, près de Bléré. » D'autres, un peu plus précis dans leurs propositions, évoquent la construction de l'aqueduc dans un livre consacré à l'histoire de Tours, au sein d'un chapitre dédié au Haut-Empire : « L’alimentation de la ville était assurée par un aqueduc souterrain qui suivait le Cher depuis Bléré. » L'aqueduc paraît donc avoir été construit postérieurement à la fondation de Caesarodunum et c'est dans le dernier quart du Ier siècle que semblent se mettre en place les principaux équipements monumentaux de la ville et notamment les thermes de l'Est, utilisateurs potentiels des eaux de l'aqueduc. Cette hypothèse d'une construction au Ier siècle paraît confortée par l'examen de certains vestiges particulièrement bien conservés, comme les arches du pont-aqueduc permettant de franchir le vallon de Fontenay : l'architecture de leurs architraves est tout à fait comparable à celles de l'aqueduc de Clausonnes, près d'Antibes, ou de l'aqueduc de Mons à Fréjus, tous deux datés du début de notre ère,.
L'absence de toute trace de l'aqueduc dans la traversée du Cher et dans la ville de Tours conduit certains historiens à s'interroger sur la fin du chantier de l'aqueduc : ils envisagent que l'aqueduc, bien que prévu pour arriver à Tours, n'ait jamais été construit au-delà de Saint-Avertin, les travaux étant stoppés pour des raisons inconnues, peut-être en raison de contraintes financières : « La ville avait-elle les moyens de mener tous les projets à leur terme, notamment pour faire franchir le Cher à l'aqueduc ? » Il aurait ainsi été mis provisoirement en service et son eau récupérée à Saint-Avertin pour être transportée jusqu'à Tours. Pour peu vraisemblable qu'elle puisse paraître, cette hypothèse ne peut être a priori écartée.

### Entretien
L'eau captée puis transportée par l'aqueduc est en très grande partie issue d'une nappe peu profonde, ayant filtré à travers une couche de calcaire lacustre. Elle est très chargée en carbonate de calcium qui, s'il assure la bonne étanchéité du canal, peut finir, en raison de l'accumulation importante de ses dépôts, par diminuer considérablement le débit de l'aqueduc. Les parois internes du canal sont donc régulièrement entretenues et débarrassées au pic des concrétions calcaires. Localement, un nettoyage un peu trop « appuyé » a légèrement endommagé le revêtement en mortier du canal. La régularité de l'entretien semble avoir été spécifique à l'aqueduc de Fontenay ; elle n'est pas observée pour nombre d'autres aqueducs destinés à l'alimentation des villes. Elle a favorisé le maintien d'un débit régulier de l'aqueduc tout au long de sa durée d'utilisation.
Aucun dispositif de trappe de visite n'a été formellement identifié sur les vestiges découverts de l'aqueduc, même si une structure partiellement mise au jour pourrait en tenir lieu. Leur présence est pourtant fort probable : il est difficile d'imaginer des ouvriers devant parcourir toute la longueur de l'aqueduc pour le nettoyer, sans pouvoir s'en extraire sur plus de 20 km, à moins que le débouché du canal à l'air libre au niveau des ouvrages de franchissement n'aient permis d'y accéder et d'en sortir. Des coupelles, pouvant être interprétées comme des supports de lampe permettant d'éclairer l'intérieur de l'aqueduc, ont été découvertes dans le canal au XIXe siècle ; elles ont été perdues depuis. Les ouvrages d'art (ponts et murs porteurs) sont également soigneusement entretenus. Le recours au mortier de tuileau rouge marbré de blanc pour étancher localement le canal et aux lits de briques dans les maçonneries des arches renforcées permettrait de dater ces réfections du IIe ou du IIIe siècle.
L'aqueduc semble avoir été confronté, de façon assez récurrente, à des problèmes d'infiltration d'eau probablement boueuse entre le haut des piédroits et la base de la voûte, se traduisant à ce niveau, à l'intérieur du canal, par la formation de concrétions vraisemblablement causées par le développement d'algues et de nature très différente de celles provoquées par l'eau calcaire transportée par l'aqueduc. Ces infiltrations ont manifestement été un obstacle au bon fonctionnement de l'aqueduc, certains y voyant même un échec partiel de l'entreprise : malgré tout le soin apporté à choisir et capter une ressource de bonne qualité minérale et sanitaire, l'eau a pu être polluée tout au long de son parcours dans l'aqueduc.

### Abandon
Même les études les plus récentes, réalisées au début des années 2000, ne permettent pas de dater l'abandon de l'aqueduc. Il est simplement constaté qu'une phase d'entretien était en cours, et presque terminée, mais qu'elle n'a pas été achevée et que l'aqueduc n'a jamais été remis en eau : sur les parties nettoyées, aucune nouvelle concrétion ne s'est formée. L'arrêt du fonctionnement semble donc le fruit d'une décision soudaine : il est peu concevable d'engager de lourds travaux d'entretien sur un équipement dont l'abandon est programmé à si court terme. La réutilisation de maçonneries de l'aqueduc dans l'église de Larçay dont la première phase de construction date du XIe siècle indique qu'à cette époque il était déjà hors service et partiellement démantelé.

## Vestiges et études au sujet de l'aqueduc

### Vestiges
Les vestiges de l'aqueduc visibles au début du XXIe siècle se présentent parfois sous forme de simples anomalies de relief de forme linéaire sur le tracé de la canalisation ; les éboulements du flanc du coteau ont localement mis à nu les maçonneries des piédroits ou de la voûte du canal ; les témoignages les plus monumentaux sont les vestiges de certains ouvrages d'art, piles ou arches de ponts, murs porteurs, lorsque l'aqueduc franchit des vallons. La très grande majorité de ces vestiges, située dans des propriétés privées, n'est pas accessible au public, à l'exception, ponctuellement, de visites organisées à l'occasion des journées européennes du patrimoine.

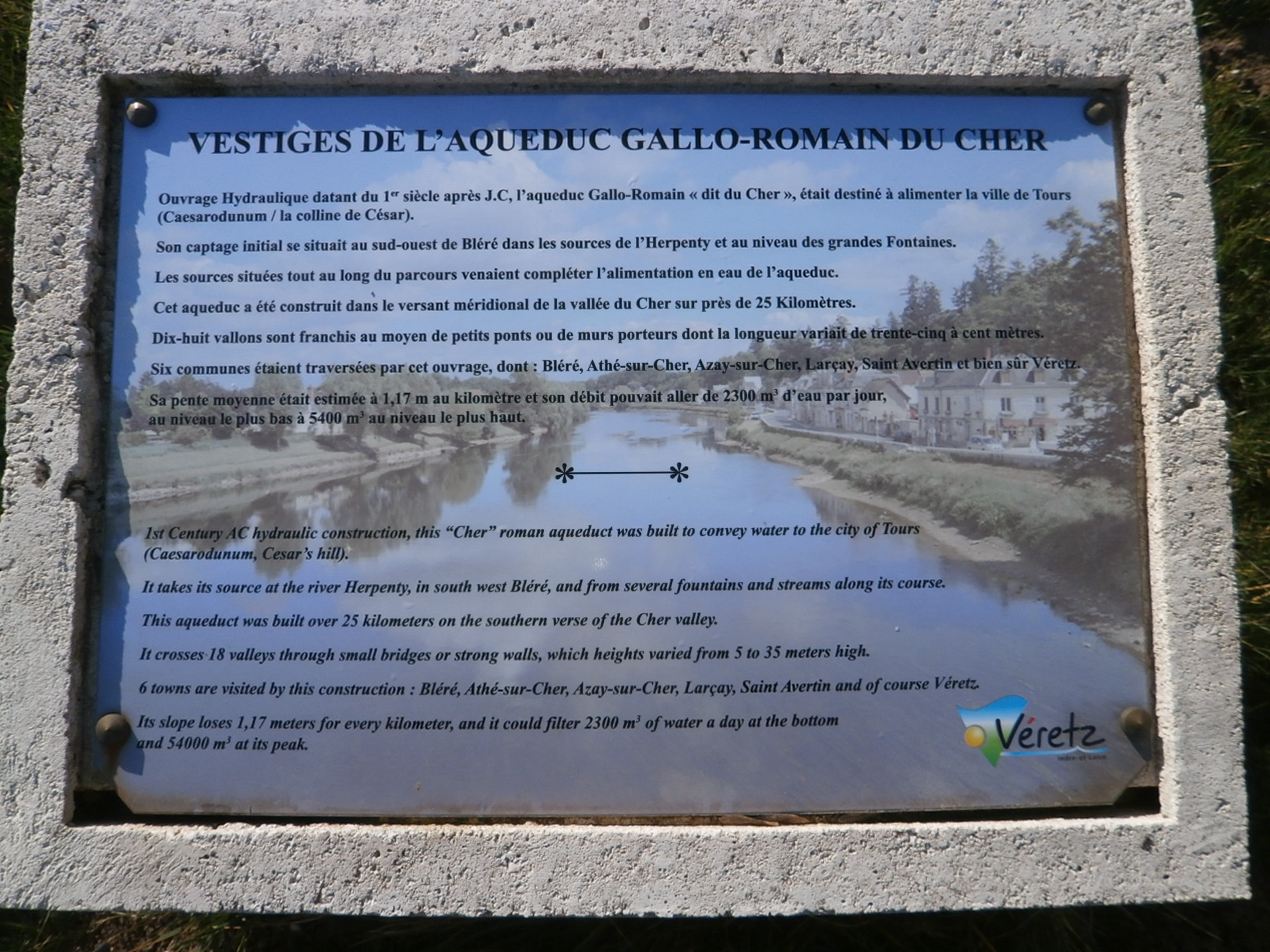
Figure 11 : plaque explicative (Véretz).

Dans le parc du château de la Boissière, sur la même commune, un tronçon d'une dizaine de mètres de la voûte de l'aqueduc est mise au jour en 1950. Ce sont ces vestiges qui sont classés monuments historiques. Entre le Cher et le coteau dans lequel les vestiges du radier sont apparents, une petite voie a reçu le nom de rue de l'Aqueduc ; il est possible qu'elle reprenne le tracé de la voie antique Bourges-Tours par la rive gauche du Cher.
La traversée du vallon de Chandon, à Athée-sur-Cher, se faisait par un pont-aqueduc. Il n'en reste au début du XXIe siècle que trois piles dont seul subsiste le noyau en blocage ; deux d'entre elles encadrent les deux façades est et ouest d'une même habitation alors que la troisième, encore plus à l'ouest, se trouve en bordure de la D83 dans sa traversée du hameau. Au XIXe siècle, huit de ces piles étaient encore signalées.
Le parc du château du Coteau, à Azay-sur-Cher, abrite toujours trois arcades d'un pont permettant à l'aqueduc de franchir un vallon.
Au niveau de Véretz, une portion de l'aqueduc est visible à l'entrée du terrain du camping, au nord de la D976, mais il s'agit d'un élément déplacé à cet endroit après avoir été déposé de son emplacement originel à l'occasion de travaux de construction. L'aqueduc, après avoir traversé la D976 au sud de laquelle il se développe vers l'ouest, est visible au-dessus l'entrée d'une cave, en bordure d'une rue empruntant le tracé de la voie antique de Bourges à Tours puis dans le parc du château,.
À l'entrée est de Larçay, sur un parking aménagé entre la route et le coteau, une coupe du conduit est toujours apparente, montrant le radier, les piédroits du canal ainsi que sa voûte soutenus par un mur porteur d'une hauteur d'environ 1 m par rapport au niveau de sol moderne,.

Figure 12 : vestiges de l'aqueduc de Fontenay (sélection).
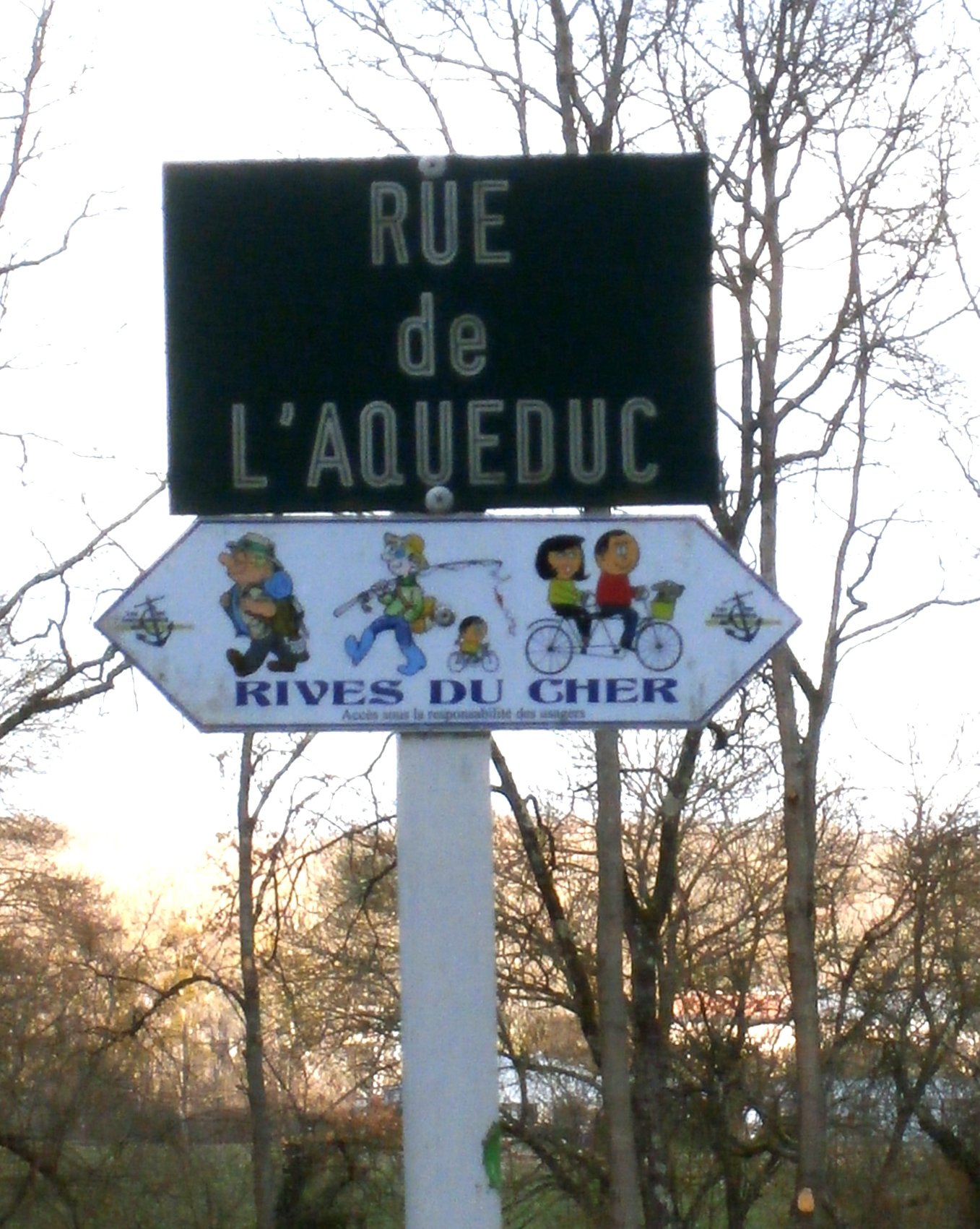
Survivance odonymique : la rue de l'aqueduc (Athée-sur-Cher).
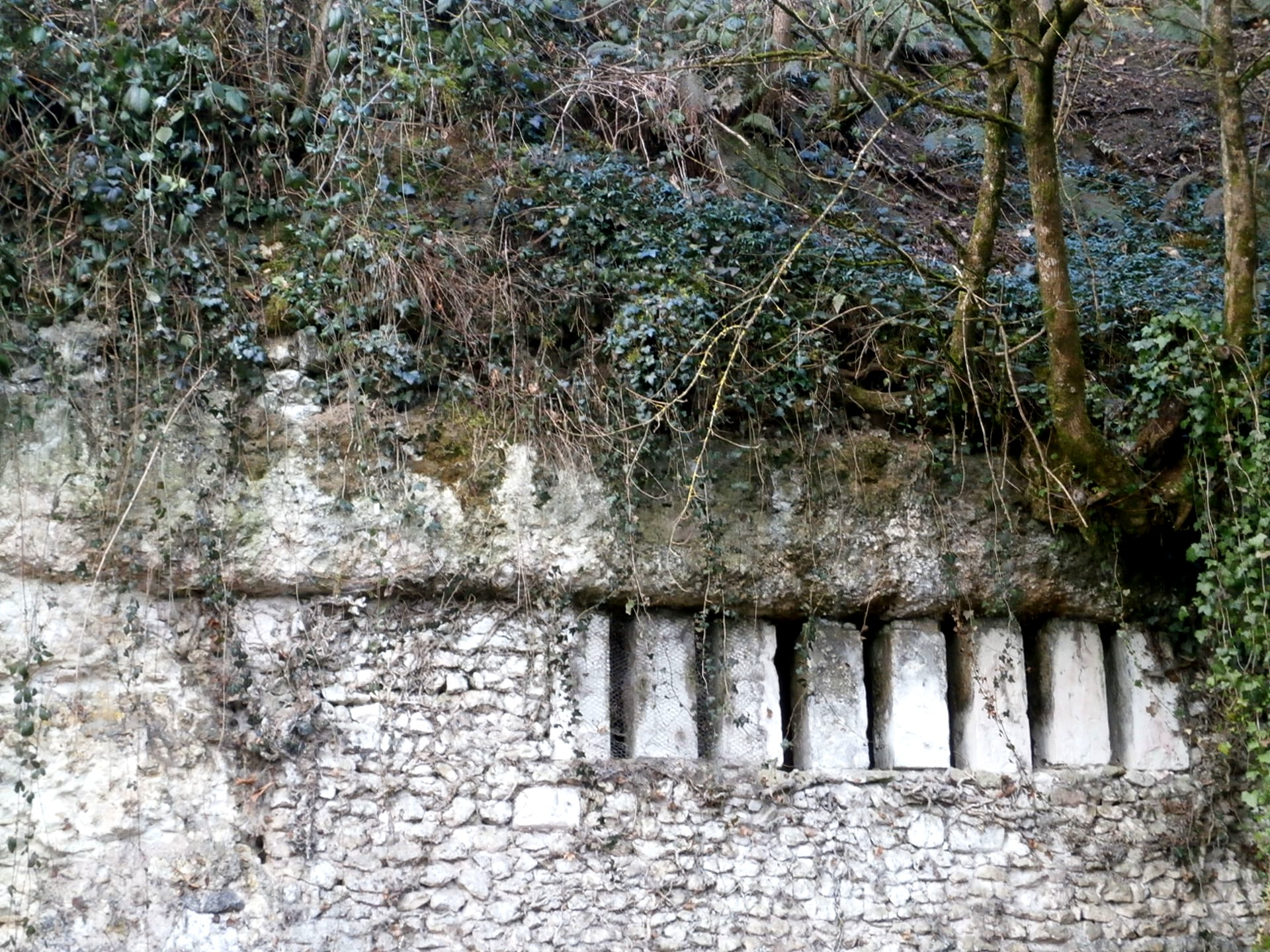
Vestige du canal à flanc de coteau[Note 11] (Athée-sur-Cher).
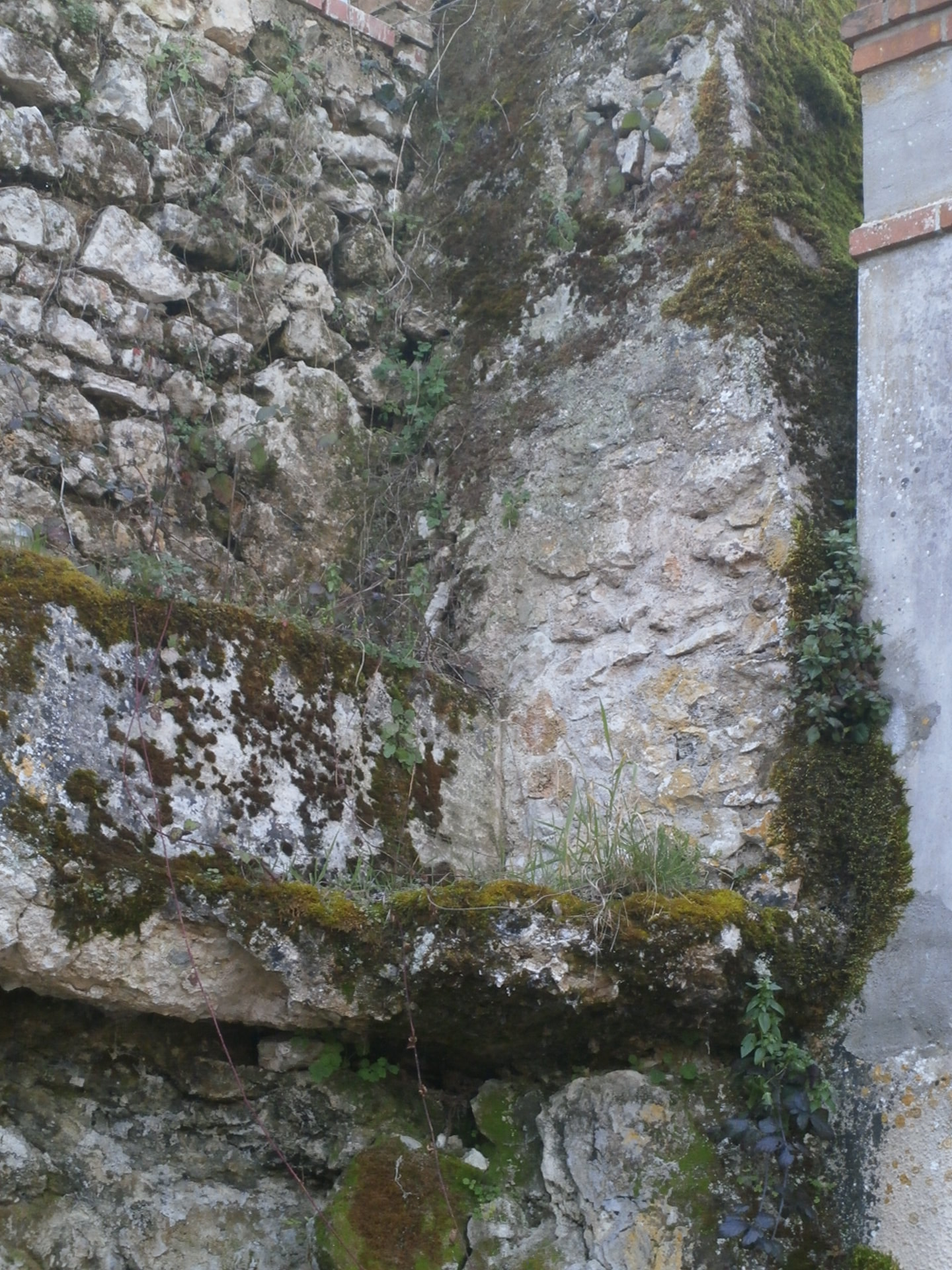
Vestige du canal[Note 12] (Véretz).
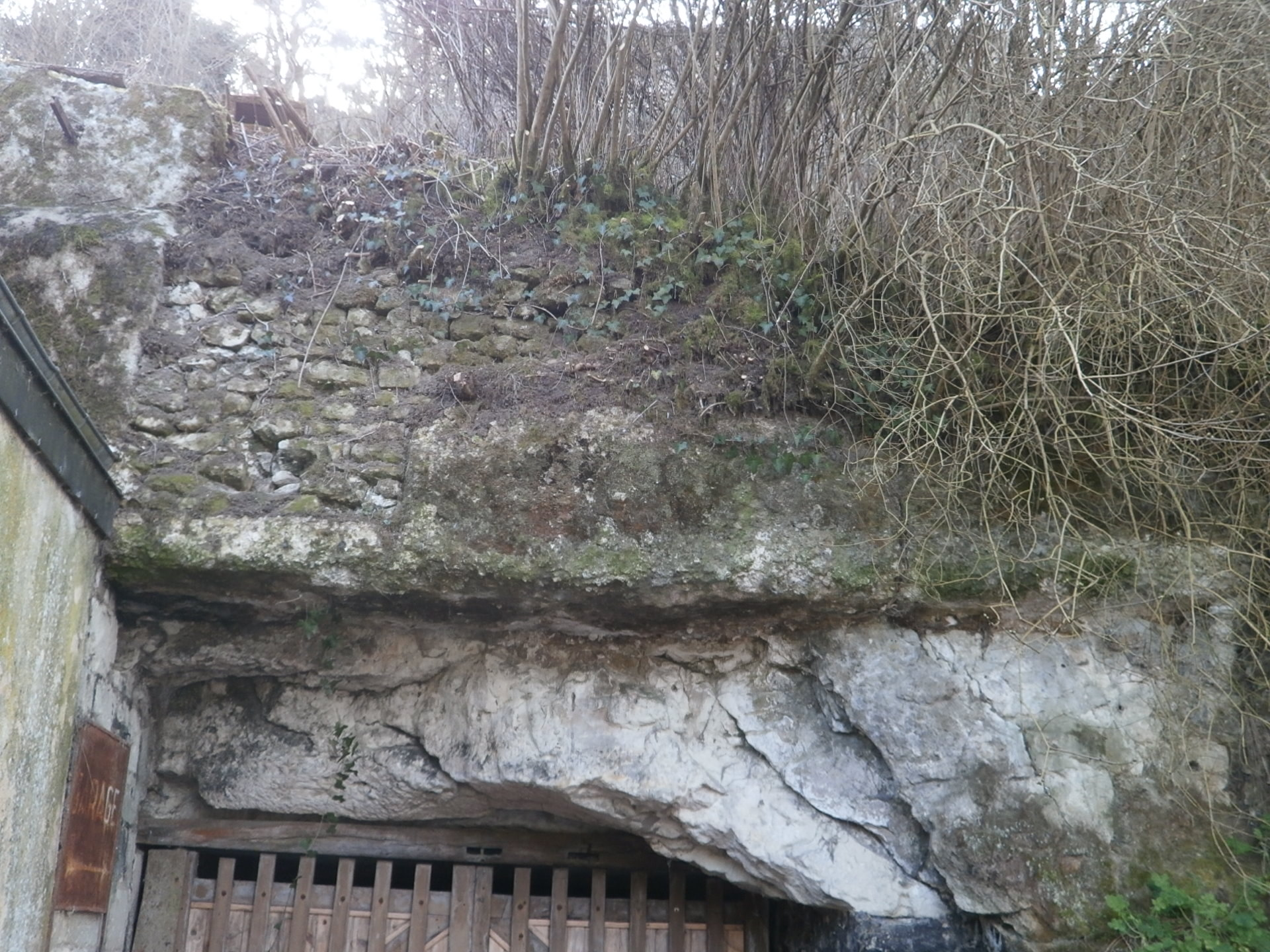
Vestige du canal à flanc de coteau[Note 13]. (Véretz).
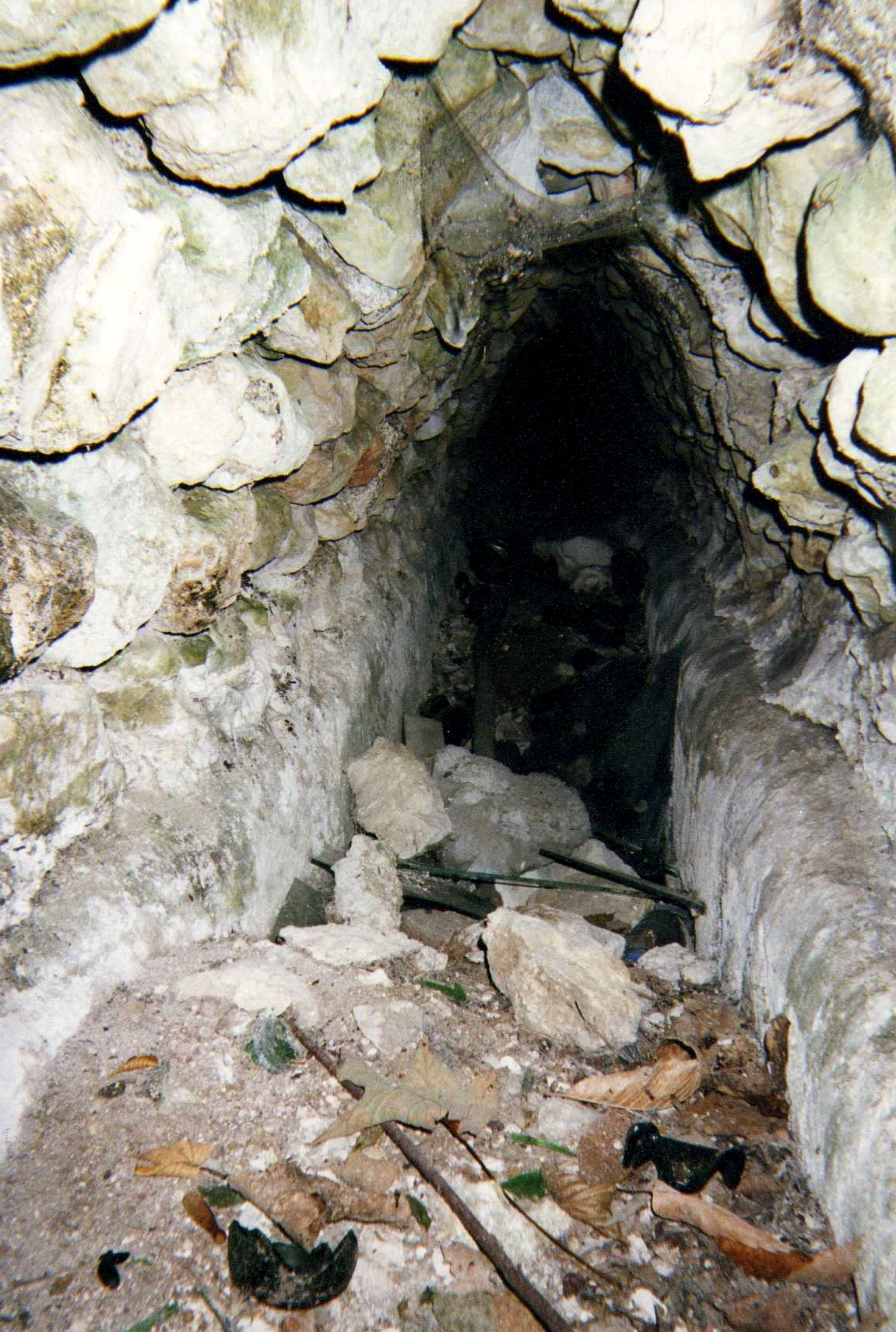
Coupe du canal (Larçay).
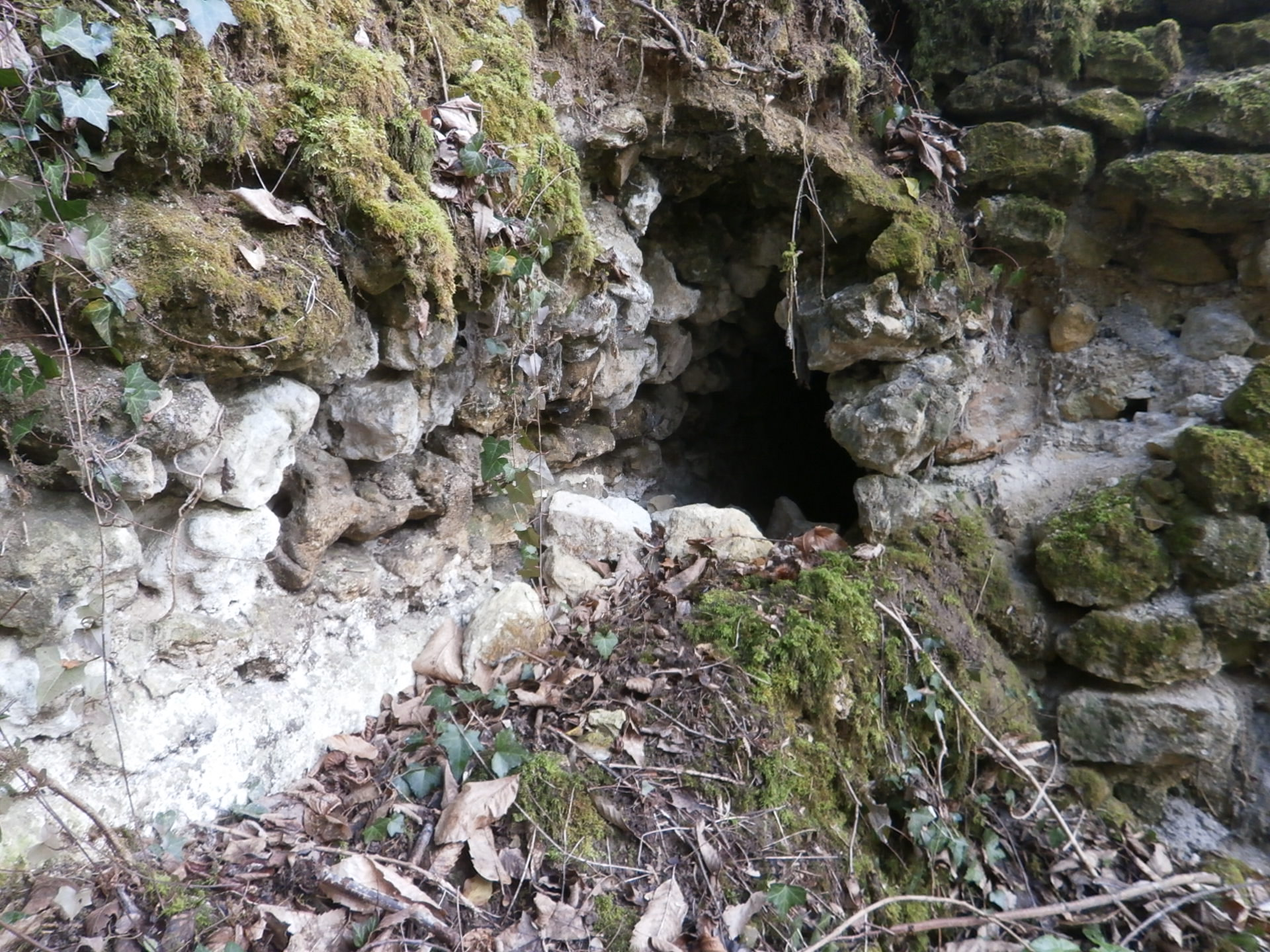
Vestige du canal (Larçay).

### Mentions et études archéologiques
Cette liste, non exhaustive, vise à mettre en avant les principales mentions et études de nature à montrer l'évolution des connaissances au sujet de l'aqueduc.
Jean-Louis Chalmel, dans son Histoire de la Touraine parue en 1828, fait mention de l'aqueduc en ces termes : « À la source du ruisseau de Fontenai [...] commence un canal voûté [...] jusque dans la commune de Larçay », mais il réfute, comme cela a déjà été précisé, l'idée que cet aqueduc ait pu alimenter la ville romaine de Casesarodunum.

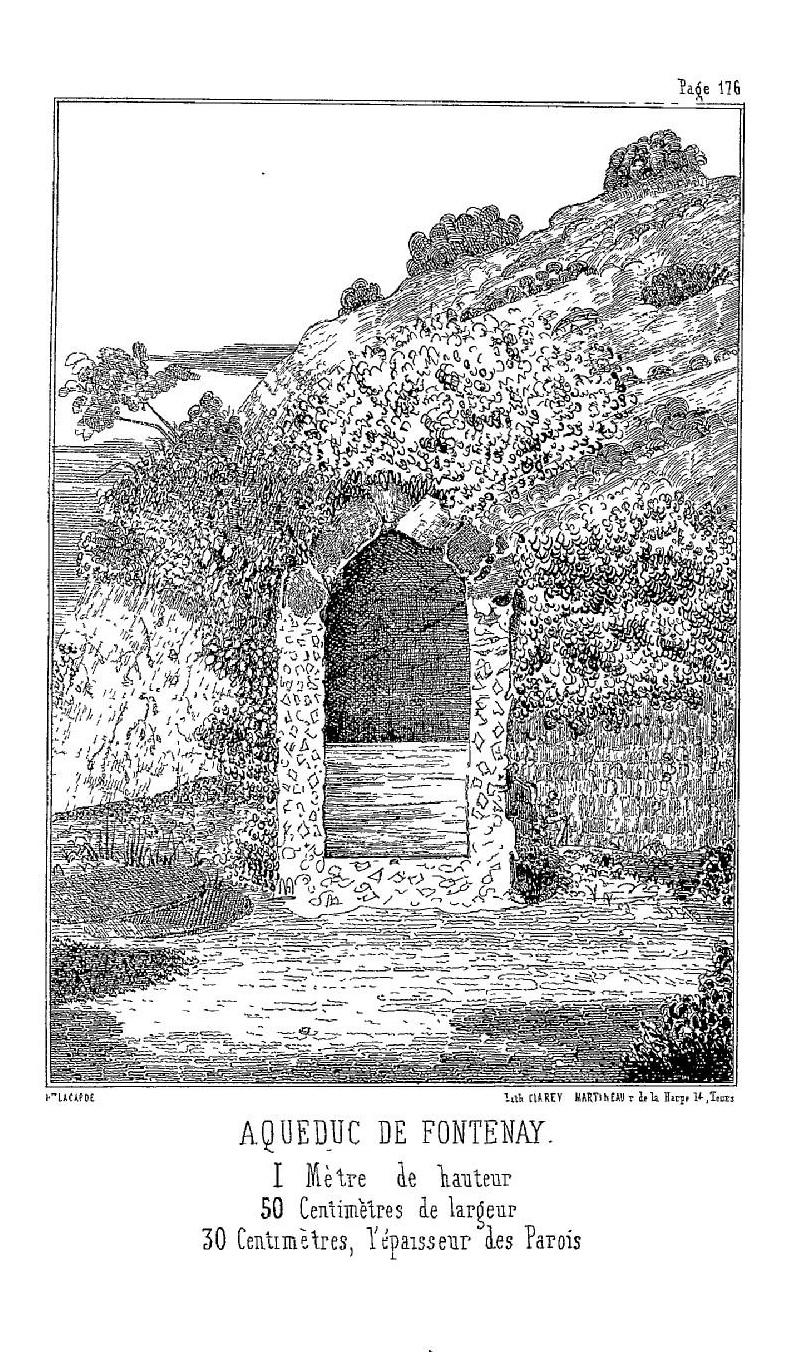
Figure 13 : dessin de la coupe de l'aqueduc (1847).

Dans un contexte national favorable aux recherches archéologiques — La société archéologique de Touraine est fondée en 1840 — Louis Boilleau propose en 1847 une description de l’aqueduc et de certains de ses vestiges ; il émet également le souhait que des études plus complètes soient menées. Ce travail, publié dans les mémoires de la Société archéologique de Touraine, fait également l'objet, en 1848, d’un tiré-à-part de huit pages accompagnées d’une planche de dessins, devenant probablement la première publication intégralement consacrée à l’aqueduc de Fontenay.
La Société archéologique de Touraine consacre, en 1858, une excursion de ses membres à la visite des vestiges archéologiques de la vallée du Cher, dont l'aqueduc de Fontenay, observé à Larçay, mais le compte-rendu de cette visite situe alors le point de départ de l'ouvrage à Athée-sur-Cher, environ 10 km à l'ouest de son origine effective, et mentionne la réutilisation de sa partie terminale, dans la traversée du Cher, par un aqueduc du XVIe siècle.
De nombreux écrits du XIXe siècle, outre ceux évoqués ci-dessus, mentionnent des vestiges attribués à l'aqueduc de Fontenay, comme les six volumes du Dictionnaire géographique, historique et biographique d'Indre-et-Loire et de l'ancienne province de Touraine rédigé par Jacques-Xavier Carré de Busserolle entre 1878 et 1884. Les guerres de 1870, mais surtout de 1914-1918 et de 1939-1945, interrompent l'activité de recherches archéologiques. Au début des années 1960, Camille Liot reprend les données bibliographiques et les confronte à la réalité du terrain ; son étude est publiée en 1963-64. Il peut ainsi confirmer certaines informations, mais il en rejette également d'autres, notamment lorsque les prétendus vestiges se trouvent à une altitude trop élevée, incompatible avec la pente générale de l'aqueduc. Un dernier volet de cette étude, que l'auteur souhaitait consacrer au parcours de l'aqueduc dans sa traversée du Cher et dans la ville de Tours, ne semble pas avoir été publié, ni peut-être même entrepris.
En 1968, l'archéologue Jacques Dubois, à l'occasion de travaux dans le vallon de Fontenay, à Bléré, met au jour deux nouveaux tronçons du canal, proches de sa source principale, faisant progresser les connaissances sur les modalités d'alimentation de l'aqueduc et son périmètre de captage.
Cyril Driard, dans le cadre d'un mémoire de maîtrise en archéologie rédigé en 2004 et dont plusieurs synthèses ont été publiées, notamment dans un ouvrage consacré aux recherches archéologiques réalisées depuis 40 ans à Tours, entreprend en 2003 une étude exhaustive de l'aqueduc sur tout son parcours. Grâce à des outils dont ne disposaient pas ses prédécesseurs (GPS entre autres), et en synthétisant également les résultats des recherches antérieures, il peut proposer une vision plus globale du monument. La question de la destination finale de l'aqueduc reste toutefois en suspens.
Figure 14 : chronologie des mentions et études de l'aqueduc dans l'histoire contemporaine française.

#### Publications spécifiques consacrées à l'archéologie et l'histoire tourangelles
- Louis Bousrez, « Étude sur les aqueducs de l'époque romaine en Touraine », Bulletin archéologique du Comité des travaux historiques et scientifiques (CTHS), Paris,‎ 1899, p. 425-436.
- Jean-Mary Couderc (dir.), Dictionnaire des communes de Touraine, Chambray-lès-Tours, CLD, 1987, 967 p. (ISBN 2 85443 136 7).
- Jean-Mary Couderc, La Touraine insolite : série 3, Chambray-lès-Tours, CLD, 1995, 237 p. (ISBN 2 85443 287 8).
- Cyrille Driard, Recherches sur l’alimentation en eau de Caesarodunum : l’aqueduc du Cher, mémoire de maîtrise, vol. 1 et 2, Tours, Université François-Rabelais, 2004, 109 et 308 p..
- Henri Galinié (dir.), Tours antique et médiéval. Lieux de vie, temps de la ville. 40 ans d'archéologie urbaine, 30e supplément à la Revue archéologique du centre de la France (RACF), numéro spécial de la collection Recherches sur Tours, Tours, FERACF, 2007, 440 p. (ISBN 978 2 91327 215 6).
- Camille Liot, « Contribution à l'étude des aqueducs romains en Touraine. Recherches sur l'alimentation en eau de Caesarodunum à l'époque romaine par l'aqueduc de Fontenay (deuxième partie). », Revue archéologique du centre de la France, t. 3, fasc. 1,‎ 1964, p. 3-17 (DOI 10.3406/racf.1964.1120).
- Camille Liot, « Contribution à l'étude des aqueducs romains en Touraine - Recherches sur l'alimentation en eau de Caesarodunum à l'époque romaine par l'aqueduc de Fontenay (deuxième partie, suite) », Revue archéologique du centre de la France, t. 3, fasc. 2,‎ 1964, p. 125-137 (DOI 10.3406/racf.1964.1140).
- Michel Provost, Carte archéologique de la Gaule - l'Indre-et Loire-37, Paris, Académie des inscriptions et belles-lettres, 1988, 141 p. (ISBN 2 87754 002 2).

#### Publications générales totalement ou partiellement consacrées à l'architecture dans l'Empire romain
- Robert Bedon, Pierre Pinon et Raymond Chevallier, Architecture et urbanisme en Gaule romaine : L'architecture et la ville, vol. 1, Paris, Errance, coll. « les Hespérides », 1988, 440 p. (ISBN 2 903 44279 7).
- Robert Bedon, Les aqueducs de la Gaule romaine et des régions voisines, Presses Universitaires de Limoges, 1999, 786 p. (ISBN 978-2842871116, lire en ligne)
- Georges Duby (dir.), Histoire de la France urbaine, vol. 1 : La ville antique, des origines au IXe siècle, Paris, le Seuil, coll. « L’univers historique », 1980, 601 p. (ISBN 2 020 05590 2).
- Camille Liot, « Contribution à l'étude des aqueducs romains en Touraine. Recherches sur l'alimentation en eau de Caesarodunum à l'époque romaine par l'aqueduc de Fontenay (première partie). », Revue archéologique du centre de la France, t. 2, fasc. 4,‎ 1963, p. 293-310 (DOI 10.3406/racf.1963.1107).
- Alain Malissard, Les romains et l'eau, Paris, Les Belles Lettres, coll. « Realia », 2002, 344 p. (ISBN 2 251 33814 4).

#### Sources antiques
- Frontin (trad. du latin par Charles Bailly), Des aqueducs de la ville de Rome, C. L. F. Panckoucke, 1848 (lire sur Wikisource)